# Economía de España
La economía de España es la [[Anexo:Países por PIB (nominal)#PIB en Europa según Eurostat|cuarta de la Unión Europea]] por tamaño, según Eurostat, y ocupa el decimocuarto lugar a nivel mundial en términos de producto interior bruto (PIB) nominal, de acuerdo con estimaciones del Fondo Monetario Internacional (FMI) y el Banco Mundial. En términos de paridad de poder adquisitivo (PPA), se sitúa también entre las principales economías globales.
Un informe publicado por The Economist en 2005 situó a España como el décimo país del mundo con mayor calidad de vida.
Al igual que en la mayoría de países europeos, el sector terciario o de servicios es el que mayor peso tiene en la economía nacional, seguido por la industria y, en menor medida, la agricultura. La moneda oficial es el euro, adoptado el 1 de enero de 1999 como unidad contable y puesto en circulación física el 1 de enero de 2002, tras sustituir a la peseta, que mantuvo validez legal hasta el 28 de febrero de ese año.
Tras la recesión de comienzos de la década de 1990, España experimentó más de una década de expansión económica con tasas de crecimiento superiores a la media de la Unión Europea. Sin embargo, entre 2008 y 2013 atravesó una profunda crisis financiera y económica, marcada por un elevado desempleo, problemas en el sector inmobiliario y tensiones en las cuentas públicas.
En 2014 el producto interior bruto volvió de nuevo a crecer, a un 1.4 %. El número de desempleados alcanzó un máximo de 5.77 millones en febrero de 2014 y disminuyó el resto del año en 446 000 personas.
Según la CEOE, la revisión al alza del crecimiento de la economía española en 2015 se debe al «descenso del precio del petróleo, la mejora de las condiciones de financiación y la depreciación del euro, así como la previsión de crecimiento para la Eurozona».
La economía española consolidó en 2015 el proceso de recuperación iniciado en 2013, registrando el PIB real una trayectoria expansiva. En el conjunto del año, el PIB creció el 3.2 %, por encima del PIB de la zona euro (2 %).
Es destacable la prolongación del proceso de desapalancamiento del sector privado, cuya deuda se ha reducido en 49 puntos porcentuales de PIB, desde el máximo alcanzado a mediados de 2010 hasta 2016. La deuda no consolidada del sector privado no financiero se en 2016 a niveles de finales de 2005 y próximos a la media de la zona euro.
En 2016, el déficit de las Administraciones Públicas españolas quedó en el 4.33 % del PIB, cumpliendo por primera vez desde el estallido de la crisis en 2008, el objetivo comprometido con la Comisión Europea. La deuda pública era en el año 2000 igual al 59 % del PIB, se redujo entre 2000 y 2007 hasta el 36 % del PIB, pero a partir de ese año se fue elevando hasta llegar a un 99 % en 2014, motivado por una fuerte caída de los ingresos, acompañada de una subida de los gastos de las Administraciones públicas.
Los efectos adversos de la crisis han generado un importante cambio de tendencia en lo que a distribución de la renta se refiere. España, en el periodo entre 2008 y 2011, no había seguido la tendencia al aumento de las desigualdades observada en muchos países desarrollados, pero esta excepción ha quedado truncada por la intensidad de la crisis que ha convertido a España en uno de los países donde las desigualdades han crecido más en los años 2008-2013 (OCDE 2013, 2014). En 2017, el 0.4 % de la población concentra casi la mitad del PIB de España.

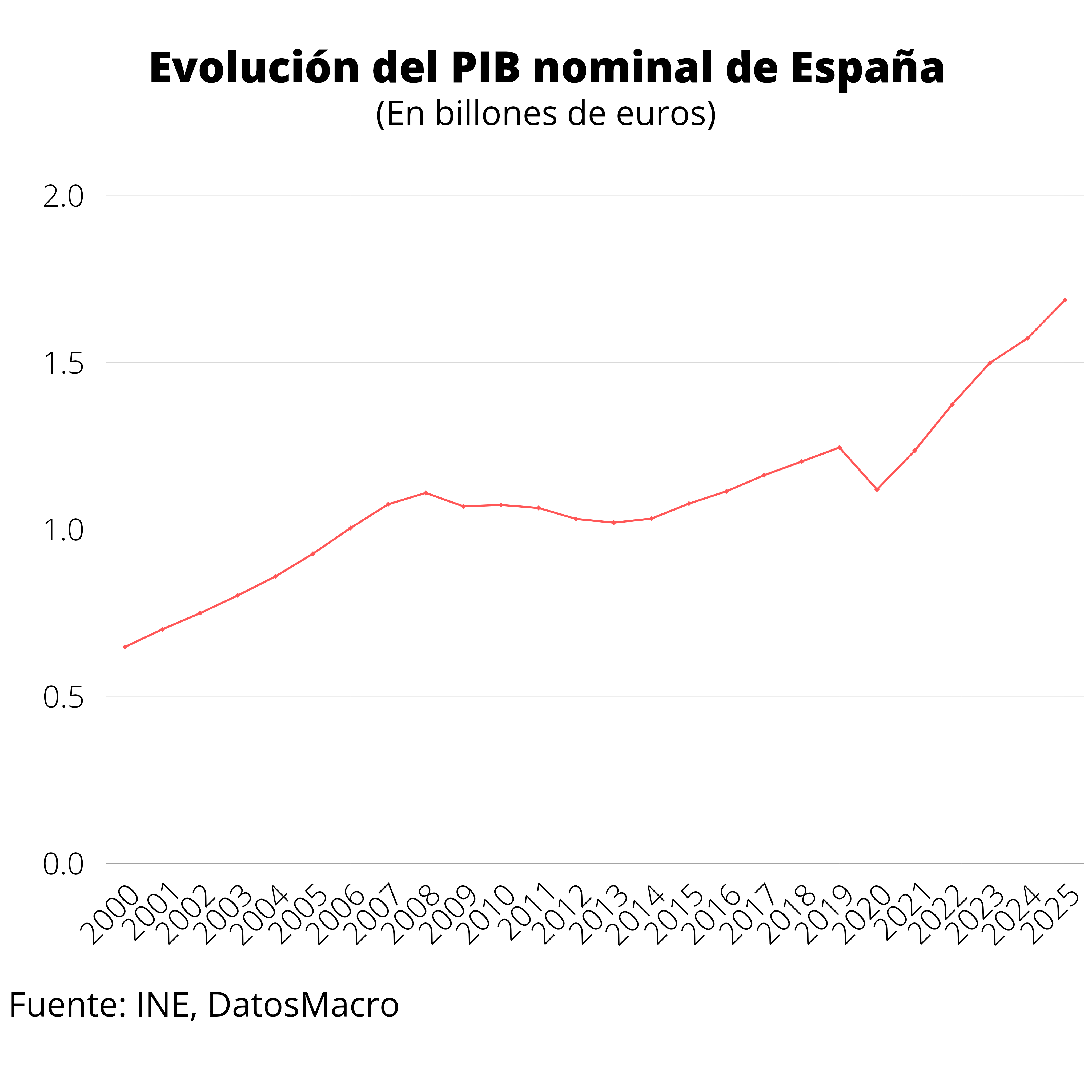

## Historia

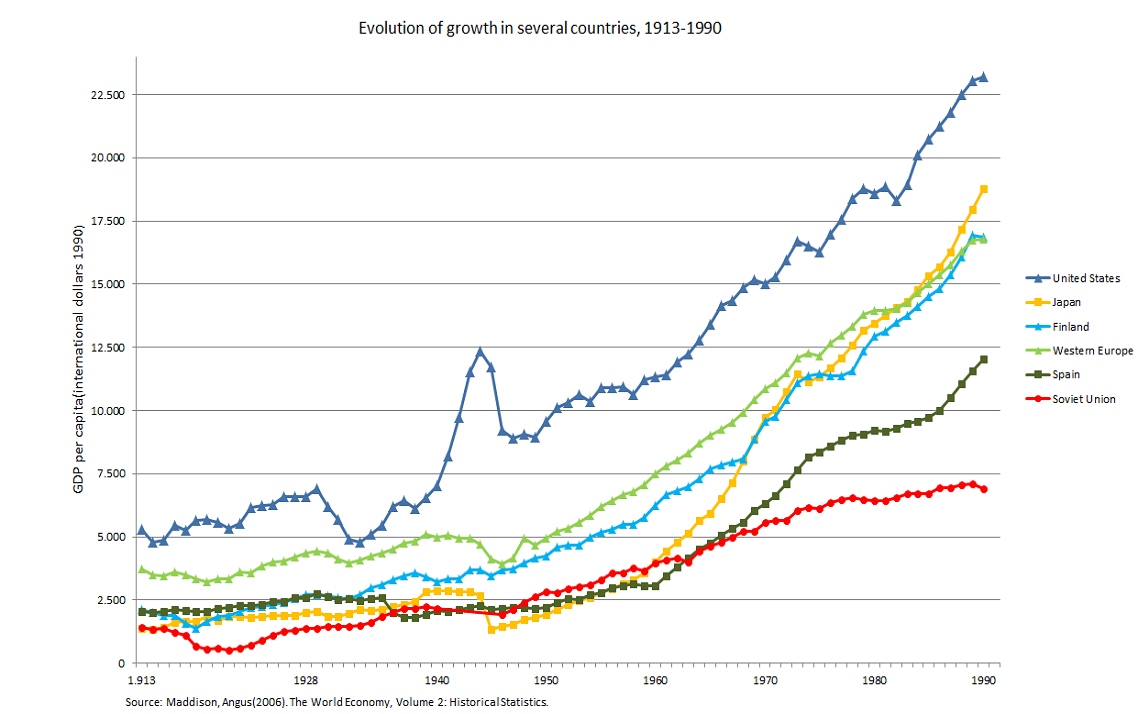
Evolución del PIB per capita de España y otros países desde 1913 hasta 1990.

### 1939–1959: posguerra y autarquía

#### Posguerra y autarquía
El 1 de abril de 1939 acabó la guerra civil española con la victoria del bando sublevado, liderado por el general Franco, que sería jefe de Estado desde el 1 de octubre de 1936 hasta su muerte, el 20 de noviembre de 1975. Tras tres años de guerra, el panorama del país era desolador:
- La población laboral había disminuido mucho por los muertos en la guerra y exiliados.
- Las infraestructuras y las ciudades habían sufrido estragos a causa del conflicto.
- Existía una gran escasez de víveres que provocó que una buena parte de la población sufriera hambre, también faltaban materias primas y bienes de equipo.
- No había reservas de oro ni de divisas.
- La capacidad productiva del país había disminuido mucho.

El estallido de la Segunda Guerra Mundial el 1 de septiembre de 1939 determinó que aún fueran mayores las dificultades para procurarse los suministros indispensables y las posibilidades de transporte marítimo quedaron seriamente limitadas, con lo que toda labor de reconstrucción económica quedó aplazada. El gobierno implantó una política de autarquía, ya que la comunidad internacional había aislado a España económicamente (salvo la Argentina de Perón, que proveyó de carne bovina y trigo). Esto consiste en la búsqueda de la autosuficiencia económica con la intervención del Estado en la misma. El gobierno impuso un extenso sistema de controles estrictos e intervino en muchos aspectos de la vida económica del país. Entre los elementos sujetos a regulación figuraban los precios, el comercio exterior, las inversiones y la distribución de materias primas.
Los resultados obtenidos no fueron los esperados, sufriendo España en estos años un hundimiento de la producción agrícola e industrial, con una gran importancia del contrabando o estraperlo y la corrupción.
El final de la guerra mundial en 1945 no supuso una mejora de la situación de los problemas económicos de España. Los demás países europeos estaban tratando de resolver sus propios problemas y la escasez de alimentos y materias primas estaba extendida por toda Europa. España fue excluida por los Estados Unidos del Plan Marshall para la recuperación de Europa y esto acentuó la crisis y el aislamiento de la economía española.
El crecimiento económico en la década de los cuarenta fue muy lento y estuvo acompañado de una inflación alta. En 1950 la economía todavía no había recuperado el nivel de producción de 1935.

#### Años cincuenta

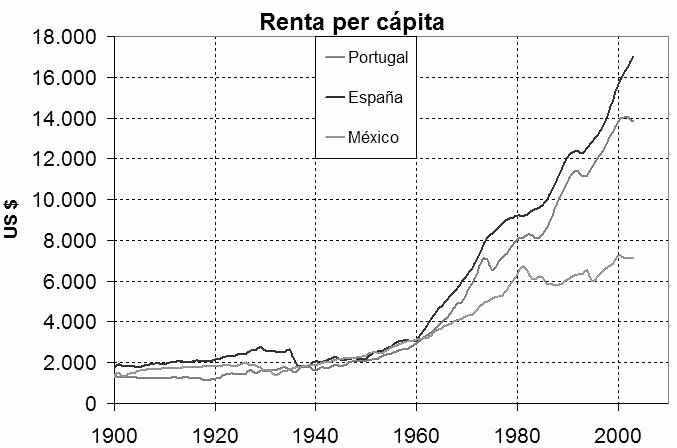
Comparación del PIB per cápita nominal de España, Portugal y México, durante el siglo XX.

Hacia los años 1950, la situación económica española empezó a mejorar debido al cambio de postura de Estados Unidos y de nuevas políticas económicas, un ejemplo del cambio fue la liberalización parcial de los precios y del comercio. Algunos síntomas de esta mejora fueron el fin del racionamiento de la comida en 1952 y el hecho que en 1954 la renta media superase a la de 1935 (es decir, por fin la renta por habitante era superior a la del inicio de la guerra, veinte años antes).
Desde 1951, Estados Unidos de América en gran parte por intereses estratégicos y geopolíticos, apoyaron financieramente a España mediante créditos bancarios, debido a la Guerra Fría, pues el régimen de Franco, que anteriormente había sido visto como aliado del fascismo, era ahora visto como un aliado contra el creciente comunismo. Sin embargo, esta ayuda no era gratuita, Estados Unidos recibía a cambio bases militares en territorio español (Pactos de Madrid de 1953).
Mientras que el Plan Marshall con ingentes recursos financieros ayudó a levantar la industria de las naciones occidentales tras la Segunda Guerra Mundial tales como Gran Bretaña, Francia, Alemania, Italia y Japón, en el caso de España se limitó solo al ocasional y muy limitado envío de leche en polvo y queso enlatado. Al incrementarse la adquisición de suministros se produjo una expansión más rápida, al principio sin inflación, pero más adelante los precios comenzaron a subir y las reservas de divisas a disminuir. Esta situación llevó a Franco a crear un gobierno de tecnócratas a partir de 1957, que elaboraron y establecieron una nueva y planificada política económica en 1959, que pronto comenzó a mostrar signos positivos.

### 1959-1973: expansión y crecimiento

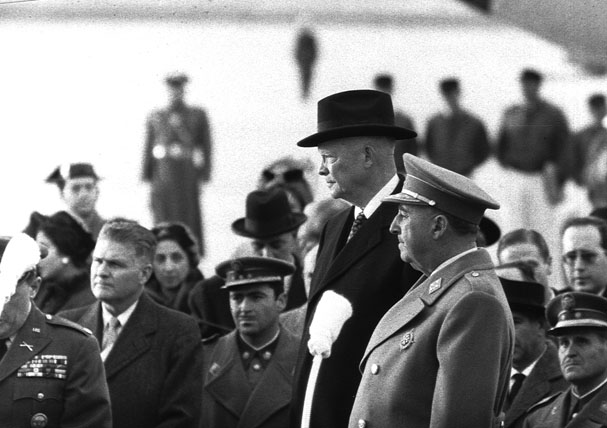
La visita del presidente estadounidense Dwight Eisenhower a España en 1959 es considerada el símbolo del fin del aislamiento internacional de España.

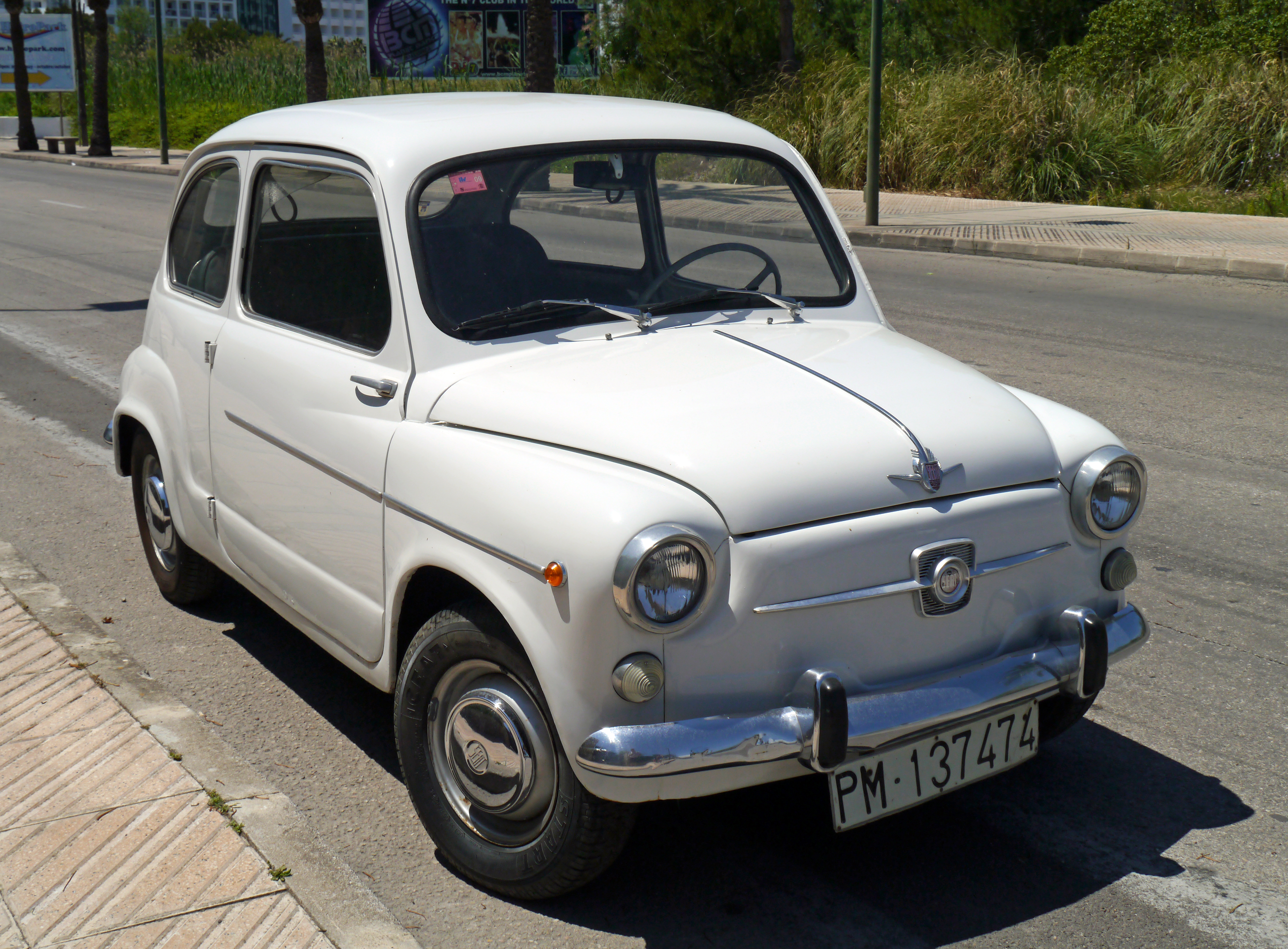
Seat 600, coche símbolo del desarrollismo en España en los años 1960, así como de la nueva sociedad de consumo de masas y el llamado Milagro económico español (1959-1973).

En 1959, un nuevo gobierno nombrado por Franco, elaboró el Plan de Estabilización, que se marcaba como objetivo la estabilidad económica, el equilibrio de la balanza de pagos y el robustecimiento de la moneda, el plan supuso por una parte liberalización de la economía y por otra parte austeridad, recortar el gasto público, disminuir el grado de intervención del Estado en la economía y abrir la economía a las empresas e inversores internacionales. El plan tuvo un éxito inmediato para contener la inflación y rehacer las reservas de divisas, en contra el crecimiento se frenó desde 1958 hasta 1960, mientras se operaba el reajuste.
Con estos antecedentes el Gobierno español decidió elaborar un programa de desarrollo. Todas estas medidas provocaron una larga etapa de expansión económica conocida internacionalmente como el Milagro económico español, en un contexto internacional de Edad de oro del capitalismo, que duró hasta la crisis del petróleo de 1973.
En estos años, la industria ganó importancia en España, así como el sector terciario (un ejemplo es el turismo), provocado por este desarrollo industrial, los ciudadanos de las zonas rurales emigraron a las ciudades (principalmente hacia Madrid, Barcelona y Bilbao), creando suburbios donde las condiciones de vida eran muy precarias. Esto causó una gran diferencia entre las regiones españolas, pues las más industrializadas, caso de País Vasco, Madrid y Cataluña, estaban mucho más desarrolladas que otras donde este proceso había sido prácticamente irrelevante y continuaban con una estructura económica basada en el sector primario, como fue el caso de Extremadura.

### 1973-1986: crisis y cambios estructurales

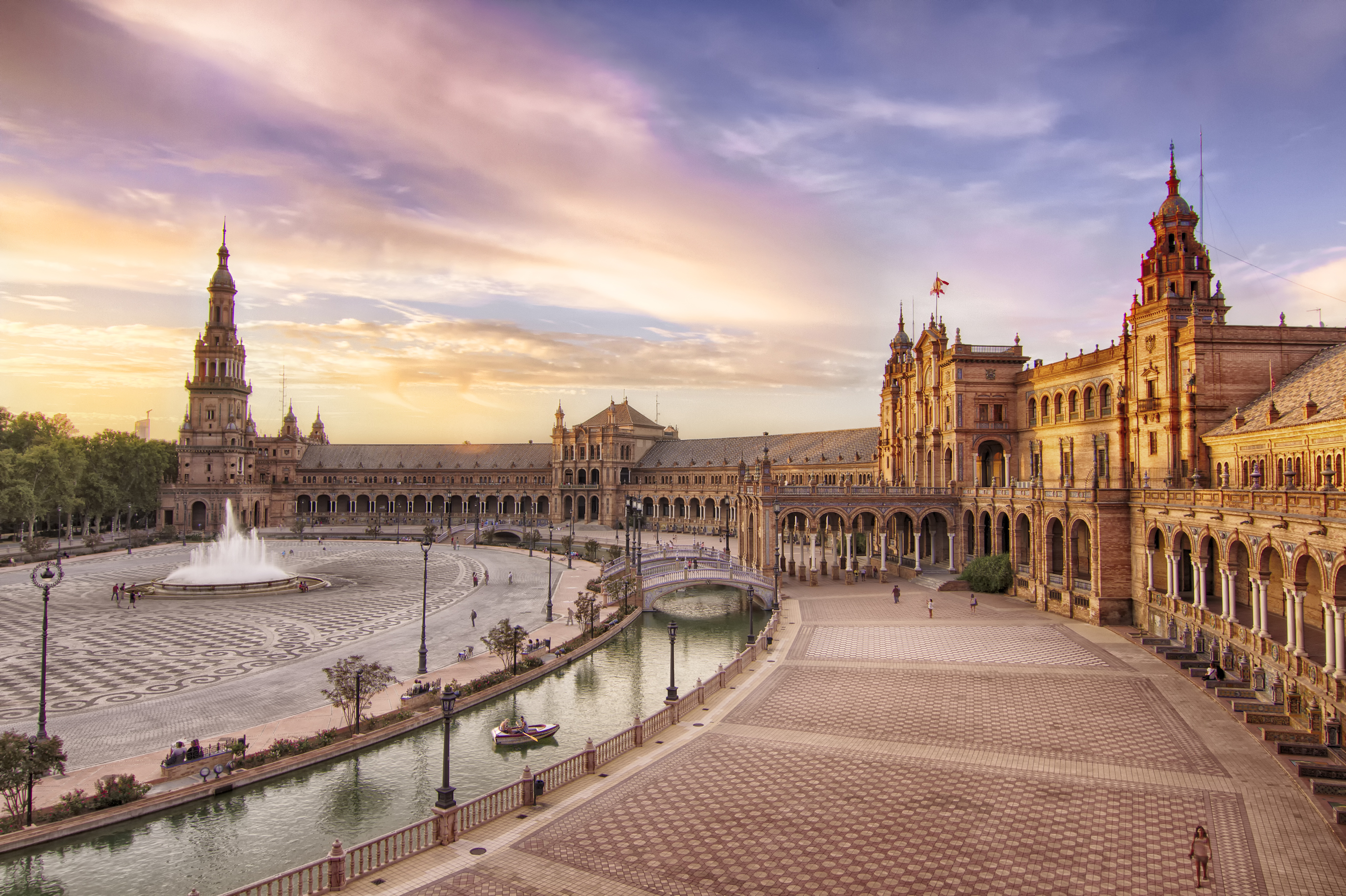
Sevilla. El turismo en España es uno de los sectores predominantes.

En 1973, el mundo occidental entró en una gran crisis económica denominada crisis del petróleo iniciada por la negativa de los países productores de vender petróleo a los aliados de Israel en la guerra Yom Kippur, (Estados Unidos y sus aliados) y el posterior desabastecimiento y encarecimiento de los combustibles.
La crisis económica internacional, se combinó con la crisis política española tras la muerte del dictador Francisco Franco en 1975 y la proclamación de Juan Carlos I como rey de España, el nombramiento de Adolfo Suárez como presidente del Gobierno y la elaboración de una nueva constitución (Constitución de 1978), que introducía un sistema de monarquía parlamentaria.
A principios de 1977 los datos de la economía española mostraban sin lugar a dudas que se encontraba en una situación de depresión, caracterizada por un estancamiento de la actividad productiva, crecimiento del PIB en 1976 1.5 %, aumento del paro (más de 800 000 parados) y fuertes niveles de inflación (20 %).
En esta coyuntura se firmaron los Pactos de la Moncloa, acuerdos sin precedentes en España, suscritos por el gobierno, partidos políticos, sindicatos y asociaciones empresariales, que supusieron un control de las disponibilidades líquidas, una devaluación de la peseta y el control de los salarios. Los resultados no fueron del todo satisfactorios, aunque significaron la unidad de los agentes económicos frente la crisis. Desde 1982 con la entrada del gobierno socialista se llevó a cabo una política económica marcada por el control de la inflación y la moderación salarial.
La consolidación del proceso democrático facilitó un proceso de acercamiento a Europa que culminaría en 1986 con el ingreso de España en la Comunidad Económica Europea bajo la presidencia de Felipe González.

### 1986-2007: dentro de las instituciones europeas

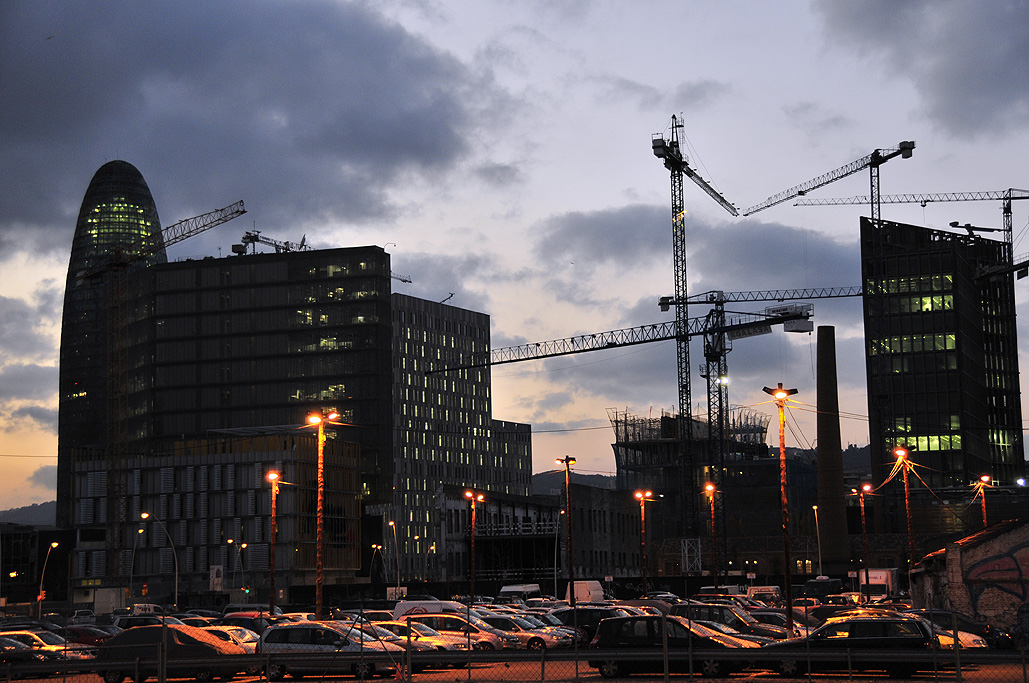
Torre Agbar, Barcelona.

#### Incorporación a la Unión Europea
La entrada de España en la Comunidad Económica Europea (CEE) el 1 de enero de 1986 aceleró y fortaleció el impulso económico iniciado. La entrada requirió que el país abriera su economía, con un fuerte incremento de la inversión extranjera y un impulso modernizador de la empresa española ante la competencia exterior. También se produjo un incremento de las inversiones públicas en infraestructuras entre las que se encontraban las relativas a los fastos del 92, Olimpiadas de Barcelona y Exposición Universal de Sevilla. Se produjo un tirón del consumo motivado también por un efecto enriquecimiento provocado por la subida de la Bolsa y del valor de los inmuebles. Con esto, España aceleró el crecimiento de su PIB, redujo la deuda pública, redujo la tasa de desempleo del 24.4 % al 15 % en tres años y redujo la inflación por debajo del 3 %.
| Puesto | Países         | PIB 1992 mill. $ | PIB per cápita 1992 en $ | % Tasa de paro |
| ------ | -------------- | ---------------- | ------------------------ | -------------- |
| 1      | Estados Unidos | 6 286 800        | 25 466                   | 7.5 %          |
| 2      | Japón          | 3 767 081        | 30 973                   | 2.1 %          |
| 3      | Alemania       | 2 062 141        | 25 671                   | 6.6 %          |
| 4      | Francia        | 1 372 751        | 24 091                   | 9.3 %          |
| 5      | Italia         | 1 265 800        | 22 512                   | 8.8 %          |
| 6      | Reino Unido    | 1 074 015        | 19 326                   | 9.8 %          |
| 7      | España         | 612 584          | 15 681                   | 18.3 %         |
| 8      | Canadá         | 579 532          | 20 877                   | 11.2 %         |
| 9      | Rusia          | 460 205          | 576                      | 4.8 %          |
| 10     | China          | 418 181          | 417                      | 2.3 %          |

#### Tratado de Maastricht y crisis de los 90
Después del gran crecimiento experimentado a finales de los años 1980, la economía española entró en recesión a mediados de 1992. Durante varios años el desempleo estuvo por encima del 20 %, alcanzando su máximo en 1994.
Desde 1992 la política económica estuvo marcada por el Tratado de la Unión Europea (TUE), conocido también como Tratado de Maastricht, dirigido a la instauración del euro como moneda común de la Unión Europea. Las principales medidas suponían el control de la inflación y del déficit público establecidas en el Pacto de estabilidad y crecimiento.

#### Fase expansiva (1995-2007): entrada del euro

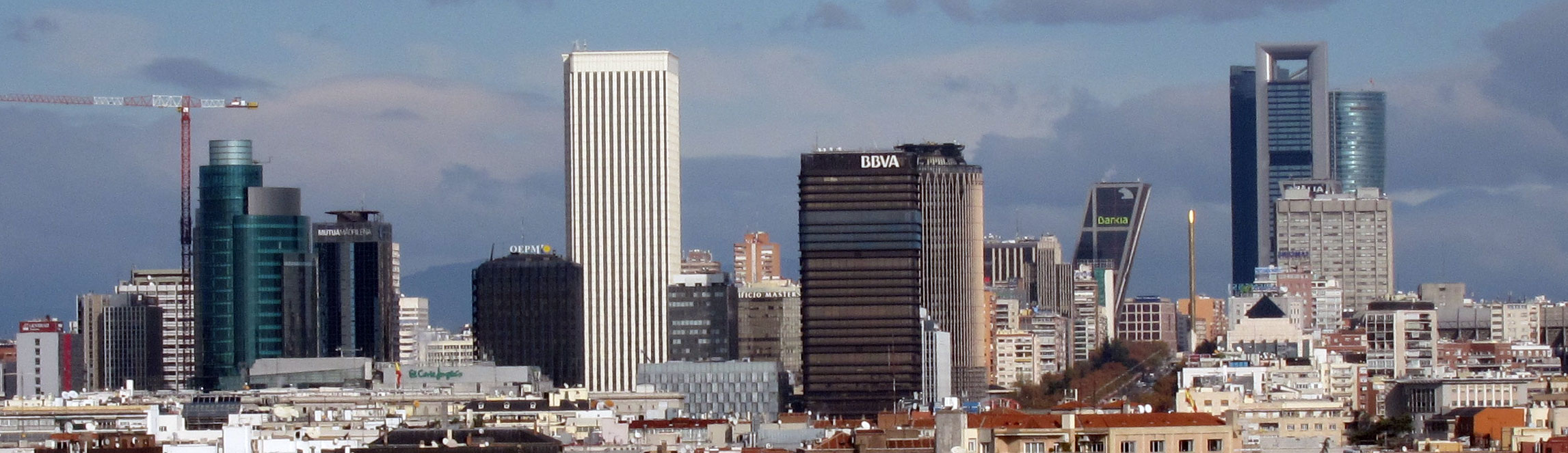
AZCA, Madrid.

Los índices económicos comenzaron a subir a partir de 1995, trayendo una fase expansiva que duró hasta principios de 2008, con un incremento medio anual del PIB del 3.5 %, lo que ha constituido el periodo de crecimiento más alto desde 1975. Las razones que se han enunciado mayoritariamente como impulsoras de este prolongado periodo de auge económico fueron básicamente dos:
- En primer lugar, la incorporación de España a la Unión Monetaria. La entrada en vigor de la segunda fase de la Unión Económica y Monetaria de la Unión Europea en 1994 propició una caída de los tipos de interés, que se acentuó a partir de la instauración del euro como moneda oficial en sustitución de la peseta, que dejó de circular en 2002. La bajada de los tipos y la ausencia de riesgo de tipo de cambio dentro de la zona euro llegó a provocar la existencia de tipos de interés reales negativos y alentó un aumento de la confianza de los inversores y un fuerte aumento del crédito, que conllevó el aumento de la demanda de viviendas y de bienes de consumo duradero y posteriormente el aumento de la inversión y el empleo de las empresas favorecidos por esa mayor demanda. Esta bajada de los tipos de interés trajo también el nacimiento de la denominada burbuja inmobiliaria, que infló el precio de las viviendas con subidas durante este periodo de más de un 30 % en términos reales.[38]
- La segunda causa de la expansión vivida por España fue una llegada masiva de inmigrantes, fundamentalmente a partir del año 2002, atraídos por una creciente demanda de empleo en el sector de la construcción y de algunos servicios básicos de bajo nivel añadido como la hostelería y el servicio doméstico. Esta llegada provocó un nuevo impulso al consumo y a la inversión española y a la vez impidió el estrangulamiento por falta de mano de obra en determinados sectores.[38]

Estos factores mencionados fueron capaces de vencer un periodo internacional caracterizado por el alza de los precios de la energía y de otras materias primas así como por el desarrollo de una competencia internacional creciente. A finales de 2007 se ponía de manifiesto en la economía de España, problemas típicos de un exceso de la demanda global con una inflación arrastrada superior en un punto a la de la zona euro, una burbuja inmobiliaria muy hinchada y un amplio déficit de la balanza por cuenta corriente, que llegó a ser el segundo más elevado del mundo, tras el de Estados Unidos, provocado por el aumento muy fuerte de la inversión en España que se tradujo en un elevado endeudamiento exterior, también se llegó a este año con una economía muy desequilibrada hacia el sector de la construcción y poco eficiente con una productividad muy deteriorada que en su conjunto hacían insostenible el mantenimiento de las tasas de crecimiento llevadas hasta ese año.
Los desequilibrios mencionados se vieron también favorecidos por una política monetaria fijada de forma centralizada por el Banco Central Europeo que mantuvo unos tipos de interés, marcados en buena medida por la situación de Alemania y que eran demasiado bajos para la situación de la economía de España. La política fiscal fue estabilizadora contraria al ciclo con presupuestos equilibrados y algún superávit público que disminuyeron la deuda pública hasta colocarla en un 37 % del PIB. Sin embargo no se corrigió la política del suelo, los incentivos fiscales a la vivienda ni las políticas de aumento de la productividad.

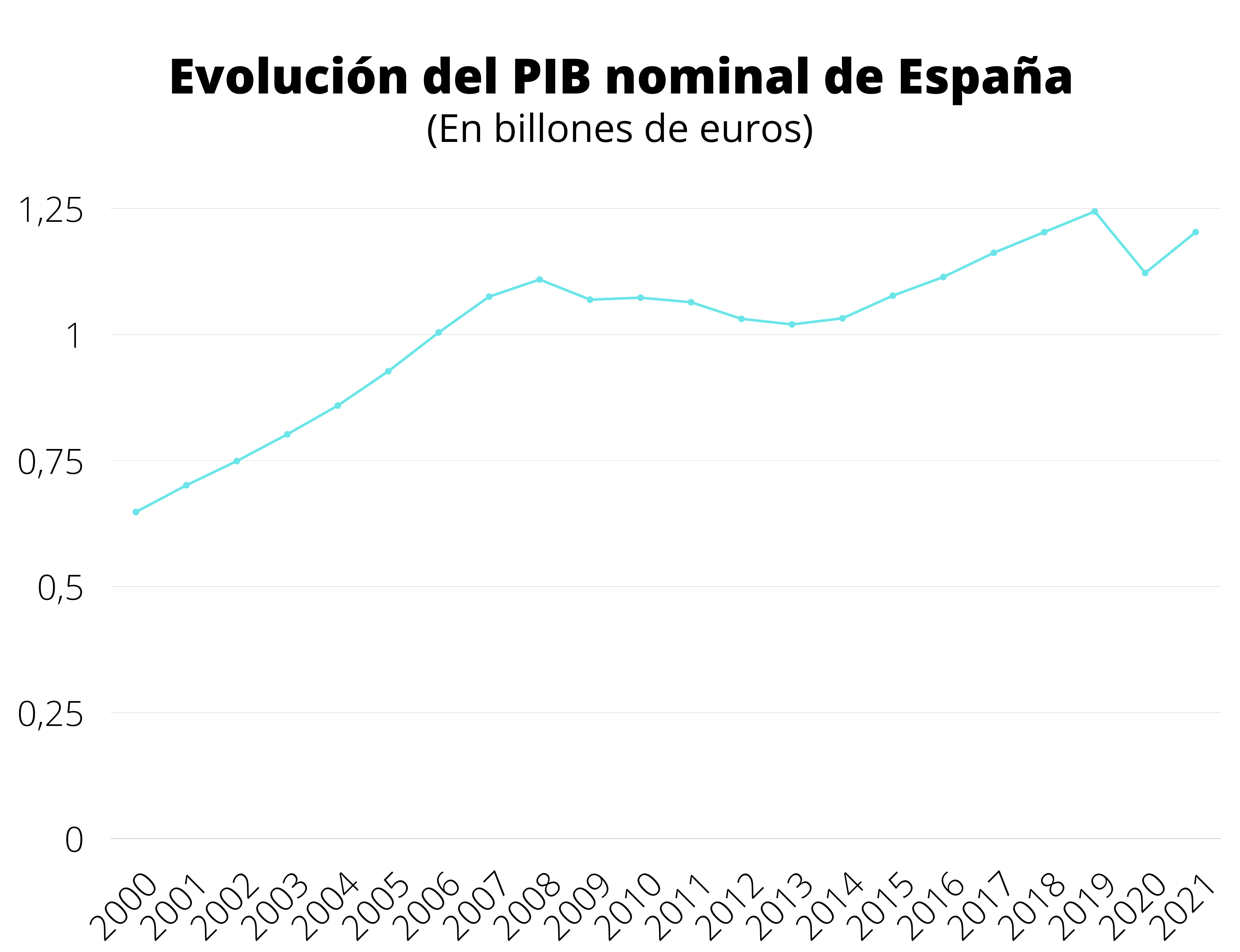
Evolución del PIB de España desde el 2000 en billones de euros.

| Puesto | Países         | PIB 2007 (MUSD) | PIB per cápita 2007 (USD) | Tasa de paro 2007 (%) |
| ------ | -------------- | --------------- | ------------------------- | --------------------- |
| 1      | Estados Unidos | 14 477 625      | 47 954                    | 4.6 %                 |
| 2      | Japón          | 4 377 944       | 34 038                    | 3.8 %                 |
| 3      | China          | 3 505 530       | 2652                      | 4.0 %                 |
| 4      | Alemania       | 3 440 446       | 41 845                    | 8.6 %                 |
| 5      | Reino Unido    | 2 964 399       | 48 607                    | 5.3 %                 |
| 6      | Francia        | 2 666 805       | 43 155                    | 8.0 %                 |
| 7      | Italia         | 2 207 143       | 37 908                    | 6.1 %                 |
| 8      | España         | 1 481 393       | 32 748                    | 8.2 %                 |
| 9      | Canadá         | 1 457 873       | 44 382                    | 6.0 %                 |
| 10     | Brasil         | 1 395 968       | 7368                      | 9.3 %                 |

### 2008-2014: efectos de la crisis económica global
Crecimiento interanual del PIB en España (base 2010)

A partir de 2008, y al igual que la eurozona, la economía española sufrió una caída de sus índices macroeconómicos, dando paso a un período de recesión y crisis.
El origen de esta caída fue una combinación de problemas estructurales propios de la economía española y la fuerte influencia externa de la crisis financiera mundial. En la parte doméstica destacan principalmente el destacado peso del sector de la construcción en el PIB y la burbuja inmobiliaria que al igual que en otros países industrializados como Estados Unidos y Reino Unido, explotó entre el año 2007 y 2008, el fuerte endeudamiento acumulado por familias y empresas y la mediana productividad y competitividad española debido en gran medida al limitado I+D+i y al relativo bajo uso de tecnología punta en comparación con otros países avanzados.
Esta etapa estuvo marcada por la fuerte contención de crédito bancario provocada por la crisis subprime en EE. UU., las subidas del tipo de interés y el alza en los precios del petróleo y materias primas, que en España convirtieron una ralentización del sector de la construcción en una grave crisis por la rapidez con la se producen estos cambios.
Por otra parte esta crisis desencadenaría la crisis financiera de 2008 que según muchos autores fue la primera crisis económica global y que se califica de manera prácticamente unánime como la crisis económica más grave desde la Segunda Guerra Mundial.
En España el sector financiero resistió inicialmente bien a la situación del mercado gracias a la regulación del sector financiero español (más regulado que en otros países), que llevó a una menor exposición a los activos tóxicos derivados de las hipotecas subprime. Debido a dos crisis bancarias desde los años 1980, el Banco de España obligó a acumular colchones de capital durante el auge.
En 2009, el PIB tuvo una disminución del 3.8 %, en 2010 bajó el 0.2 %. En 2011 se vivió una ligera mejoría con una subida del 0.1 %, pero de nuevo en 2012 volvió a descender un 1.6 %. Con especial dureza la crisis en España se manifestó en un fuerte aumento del desempleo, con una tasa de paro del 20.05 % en el primer trimestre de 2010 según los datos del INE y que alcanzó el 27 % en 2013. En contraste el conjunto de la UE-27, el desempleo se incrementó hasta el 9.6 %, la mayor tasa desde el comienzo de la serie histórica en enero de 2000. Dañado el motor de la economía antes de la crisis, el sector de la construcción, y una fuerte acumulación de deuda, se hizo patente la debilidad estructural del modelo económico español de los últimos años. En 2017, España tenía más del doble de «súper ricos» que antes de la crisis.

#### Excesivo endeudamiento del sector privado
Uno de los problemas a los que se enfrentó España para remontar la crisis de 2008, fue el fuerte endeudamiento privado de familias y empresas. La ratio entre el crédito al sector privado y el PIB casi se triplicó en poco más de diez años, que pasó desde el 65 % que representaba en 1995 hasta alcanzar el 170 % en 2010.
Durante los últimos treinta años, el endeudamiento ha crecido notablementes en la mayoría de países de forma similar al caso español. Sin embargo a partir de 2005 se detectaron diferencias que pueden ser significativas para este caso. Aunque la ratio de endeudamiento que una economía en equilibrio es capaz de sostener ha ido aumentando desde los años ochenta y los países desarrollados se han ido endeudando progresivamente como reflejo de esta mayor capacidad, los niveles alcanzados al comienzo de esta crisis parecen excesivos.
Desde los elevados niveles de endeudamiento, fue necesario un progresivo proceso de desapalancamiento como elemento necesario para volver a un ritmo de crecimiento sostenible.

#### Medidas contra la crisis económica: 2010-2011
Dada la envergadura histórica de esta crisis económica y su naturaleza global se utilizaron un amplio catálogo de medidas para combatirla. Durante los primeros momentos de la crisis el gobierno practicó una política fiscal de estímulo de la demanda: la aprobación del Plan Español para el Estímulo de la Economía y el Empleo (PlanE) que englobaba todas las medidas económicas, financieras y fiscales que el Ejecutivo aplicaría para intentar recuperar la senda de crecimiento. El Plan se basaba en cuatro grandes ejes de actuación: medidas de apoyo a familias y empresas, medidas de fomento del empleo, medidas de apoyo al sistema financiero y medidas de modernización de la economía. El gobierno anunciaba recortes fiscales y nuevos gastos por valor de 21 000 millones de euros, un 2 % del producto interior bruto, en 2008 y 31 280 millones de euros, un 3 % del PIB, en 2009.
No obstante, a los mercados de deuda pública les preocupaba el ritmo alarmante de deterioro de las cuentas públicas del país; en enero de 2009, la calificación de la deuda soberana de España fue rebajada por la agencia internacional Standard & Poor's. En el año 2008 la deuda del sector público rondaba el 36 % del PIB, cifra menor a la media de la eurozona, pero a lo largo del año 2009 el déficit público se incrementó en un 11.4 %. Las principales causas son la pronunciada caída del PIB, la igualmente pronunciada subida del paro y la fuerte inversión en programas de ayudas como las contenidas en el PlanE.
A raíz de esta situación en enero de 2010 el Gobierno aprobó un paquete de medidas de recorte para frenar el crecimiento del déficit público plan de austeridad por 50 000 millones de euros para volver al límite del 3 % de déficit público en el 2013.
A finales de enero de 2010 el Gobierno anunció además un aumento progresivo de la edad de jubilación hasta los 67 años. La medida generó un fuerte rechazo de los sindicatos, pero contó con el apoyo de la CEOE, Comisión Europea y el Banco de España. Junto con esta medida se anunció el aumento de la edad mínima de las prejubilaciones a los 58 años de edad.

### 2012-2019: recuperación económica

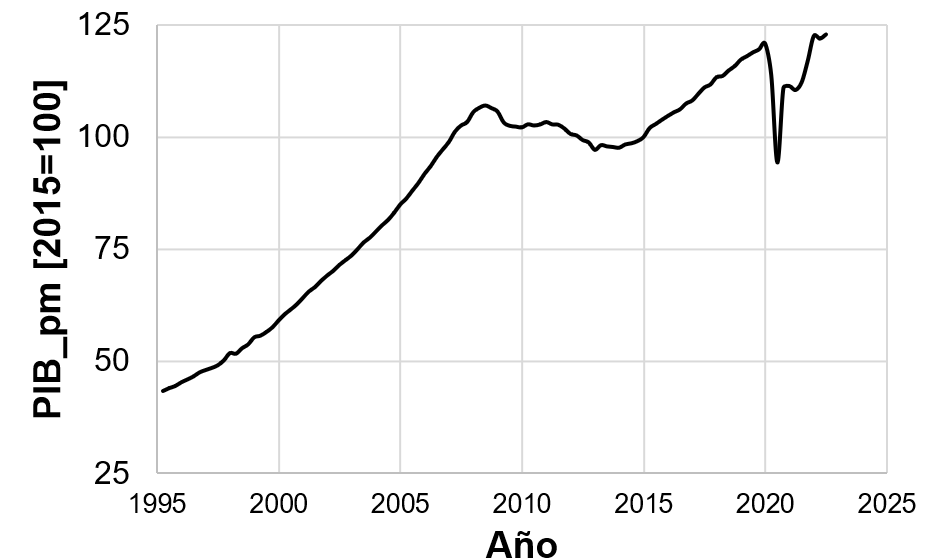
Evolución acumulada del PIB en España (1995-2022), el nivel 100 representa el nivel de PIB en 2015.

En 2012 se produjo una recaída de la economía española con una caída aproximada del producto interior bruto del 1.6 %. La causa de este deterioro fue el agravamiento de la crisis de la deuda pública, ante el temor de su crecimiento exponencial, provocado por el elevado déficit público y la desconfianza en los mercados financieros internacionales hacia las pérdidas no afloradas de las entidades financieras españolas y sus posibles consecuencias en las arcas públicas. Esta desconfianza se tradujo en el cierre de los mercados internacionales a la economía española y la huida de los inversores extranjeros de los activos españoles. Fue un año peligroso desde el punto de vista financiero. Esa caída, produjo una fuerte destrucción de empleo, alcanzando el desempleo casi el 26 %. A esto se unió un aumento de la carga impositiva para controlar el déficit fiscal, que provocó una importante erosión de las rentas de las familias y consecuentemente del consumo y la inversión. Durante el período 2012-13 el único sector que tuvo un comportamiento positivo fue el comercio exterior, las exportaciones aumentaron y las importaciones se redujeron produciendo un saldo positivo de la balanza de bienes y servicios por primera vez en quince años. Entre 2014 y 2019, el PIB creció, el desempleo descendió a una tasa muy lenta.

### 2020-actualidad: efectos de la pandemia de COVID-19
La situación cambió dramáticaticamente en 2020, con la pandemia de COVID-19 que produjo un paro de la actividad económica en el segundo trimestre, debido a las medidas especiales de confinamiento que adoptó el gobierno.
Evolución de la tasa de desempleo en España (%)

## Cuestiones actuales

### Tamaño de las empresas
Según los datos de febrero de 2024 del Ministerio de Industria, Comercio y Turismo, en España existen 2 926 961 empresas, de las cuales 2 921 277 son PyME con asalariados (entre 1 y 249 empleados), el 45,00 % del total. Por otro lado, existen 1 603 593 PyME sin asalariados, es decir, los autónomos, que representan el 54,78 % del total de empresas. En total, las PyME con y sin asalariados (entre 0 y 249 empleados) conforman el 99,81 % del total de empresas del país, una cifra similar a otros países de la Unión Europea.
Las microempresas, que son aquellas que cuentan con menos de 10 empleados: suman 1 123 642 negocios, que representan el 38,38 % del total. Las pequeñas empresas, que son aquellas que tienen entre 10 y 49 empleados, suman un total de 166 991, el 5,71 % del total, mientras que las medianas empresas (que cuentan con entre 50 y 249 empleados) son 27 051, el 0,92 % del total. En contraste, las grandes empresas, que tienen más de 250 empleados, son 5684, el 0,19 % del total de empresas del país. 
De los 17 709 587 empleados registrados en total en febrero de 2024 en España, 9 421 102 lo están en PyME con asalariados (entre 1 y 249 empleados), lo que equivale al 53,18 % del empleo nacional. Por otro lado, hay 1 603 593 PyME sin asalariados, es decir, trabajadores autónomos: el 9,08 % de las personas ocupadas. En total, las PyME con y sin asalariados (entre 0 y 249 empleados) emplean al 62,26 % de la población activa: 11 024 695 empleados, especialmente en áreas menos urbanizadas, donde estas empresas tienen un mayor protagonismo, una cifra similar a otros países de la Unión Europea (64,4 %).
Las microempresas generan 3 413 046 empleos, lo que supone un 19,27 % del total, mientras que las pequeñas empresas dan trabajo a 3 298 424 personas, es decir, un 18,62 %. Las medianas empresas aportan 2 709 632 puestos de trabajo, representando un 15,30 % del total. Por su parte, las grandes empresas (250 o más empleados), aunque suponen solo una pequeña fracción del total de empresas en España, generan 6 684 892 empleos, lo que representa el 37,74 % del empleo total.
A pesar de que las grandes empresas, representando el 0,19 % del total de empresas del país, tienen un mayor impacto en términos de empleo, puesto que ocupan al 37,74 % del total de empleados, el predominio de las pequeñas y medianas empresas con y sin asalariados en la economía española, representando el 99,81 % del total de empresas del país, dando trabajo al 62,26 % de la población activa, es clave para entender la estructura del empleo y la actividad económica en el país. Si bien las PyME son el motor de la creación de empleo, enfrentan desafíos como el acceso a financiación y la necesidad de adaptarse a las exigencias de un mercado global y digital.

### Debilidades de la economía española
La economía española históricamente hasta el 2008 tuvo una productividad media relativamente baja, en comparación con las economías europeas vecinas. Esto ha llevado a que algunos sectores tengan una competitividad disminuida, tal como se ha reconocido en el Programa Nacional de Reformas. Las causas son diversas, diversos analistas han propuesto diversas posibles causas como un sector de la construcción con un peso excesivo sobre el PIB (se trata de un sector de baja productividad, poco tecnológico y con poca capacidad de innovación), una tendencia histórica a suplir la inversión en capital con bajos costes laborales (inmigración, precariedad laboral, etc.), poca relación entre universidad y empresa y una todavía insuficiente tasa de inversión de I+D+i.
Si bien durante los primeros años de la crisis económica de 2008 tanto el gran sector financiero se mostraba como uno de los más robustos del mundo, con una banca globalizada, la prolongación de la crisis demostró la debilidad estructural de numerosas entidades financieras medianas y pequeñas que requirieron rescates financieros e intervención pública. La presencia en sus balances de activos sobrevalorados (viviendas y terrenos que perdieron valor como consecuencia de la crisis subprime) y otros problemas llevaron a una severa reestructuración del sector bancario que obligaron a un masivo endeudamiento público.[cita requerida]

#### Deuda pública en España
Evolución de la deuda pública en España en % sobre el PIB
Fuente: Banco de España y datosmacro.com

### Fortalezas de la economía española
Por otra parte España, a pesar de una posición general, relativamente menor en materia de I+D+i, respecto de las demás economías más avanzadas del mundo, cuenta con una importante posición en varios terrenos de innovación concretos como son las energías renovables, la biotecnología, el sector farmacéutico, el transporte y las pequeñas y medianas industrias tecnológicas, que ahora se consolidan como fortalezas sobre las cuales se establecen las bases del nuevo modelo económico exportador y competitivo.[cita requerida]
| Puesto | Países         | PIB 2019 (MUSD) | PIB per cápita 2019 (USD) | Tasa de paro 2019 (%) |
| ------ | -------------- | --------------- | ------------------------- | --------------------- |
| 1      | Estados Unidos | 21 410 231      | 64 674                    | 3.5 %                 |
| 2      | China          | 15 543 705      | 11 076                    | 4.0 %                 |
| 3      | Japón          | 5 362 223       | 42 522                    | 2.9 %                 |
| 4      | Alemania       | 4 416 802       | 53 276                    | 3.5 %                 |
| 5      | India          | 3 155 266       | 2 334                     |                       |
| 6      | Francia        | 3 060 074       | 46 793                    | 8.4 %                 |
| 7      | Reino Unido    | 3 022 576       | 45 217                    | 4.5 %                 |
| 8      | Italia         | 2 261 456       | 37 231                    | 10.5 %                |
| 9      | Brasil         | 2 256 854       | 10 712                    | 10.5 %                |
| 10     | Canadá         | 1 908 531       | 50 941                    | 6.2 %                 |
| 11     | Corea del Sur  | 1 777 650       | 34 268                    | 3.3 %                 |
| 12     | Rusia          | 1 754 285       | 12 191                    | 5.5 %                 |
| 13     | España         | 1 583 865       | 34 281                    | 14.8 %                |
| 14     | Australia      | 1 581 888       | 61 940                    | 5.2 %                 |
| 15     | México         | 1 285 081       | 10 204                    | 3.4 %                 |

### Crecimiento de las exportaciones
Con un crecimiento del 17.4 % y 185 799 millones de euros en ventas, el sector exportador ha recuperado los niveles previos a la crisis, según los datos publicados por el Ministerio de Industria. Con una contribución del 1.1 % al producto interior bruto (PIB), ha aportado estabilidad a la economía española. La mejora de las exportaciones incluidos países emergentes, ha permitido que el déficit comercial no se incremente por causa de la subida mundial de los precios de la energía.[cita requerida]
En el año 2011, España se situó entre los países con mayor crecimiento global de las exportaciones, según la OCDE. La institución internacional colocó a España en el quinto lugar en el ranking, con una estimación de exportaciones de bienes y servicios del 9.9 %.
El déficit comercial de España se redujo hasta octubre de 2011, un 1.9 % a 3632 millones de euros, según anunció el Ministerio de Economía. Las alzas más elevadas se registraron en las exportaciones de bienes de equipos, que subieron 14.8 % respecto a los diez primeros meses del 2010 y en el sector automovilístico, con una subida de 14.3 % en un año. España registró un excedente comercial en los intercambios con la Unión Europea (UE), de 3043 millones de euros en los diez primeros meses del año. Mientras el consumo interno sigió parado, España cuntó con sus exportaciones para animar un lento crecimiento, que no obstante, sufre también la desaceleración mundial.

### Pobreza
España es uno de los países industrializados con una de las más altas tasas de pobreza infantil severa, de acuerdo a un estudio realizado por Unicef. En 2017, al menos 1 400 000 niños en España permanecían en situación de pobreza extrema. Según Andrés Conde, director general de Save the Children: «Si no hay empleo suficiente para todos o este no es de calidad, los hogares solo pueden salir de la pobreza a través de la protección social, pero en el caso de España la inversión es muy escasa y no se distribuye de manera equitativa. Tan solo una de cada tres familias en situación de pobreza recibe la prestación por hijo a cargo, que es del todo insuficiente para cubrir las necesidades».
Según la tasa AROPE en España Habría un 26.1 % de personas en riesgo de exclusión social. Un 22.9 % vive bajo el umbral de la pobreza, siendo esta la segunda más alta de la Unión Europea. (21.5 según otras fuentes)
También se estima que un 5.4 % de la población sufría carencia material severa, y un 10.5 % de la población tenía dificultades para comprar alimentos básicos.
Según un relator de la ONU sobre la pobreza extrema, dice que en España ha visto las peores condiciones que alguien se pueda imaginar, como barrios marginales donde familias españolas tienen que criar a sus hijos, sin tener acceso a elementos básicos, como luz o asfalto. Enormes asentamientos chabolistas de inmigrantes, donde la gente no tiene acceso ni ha agua corriente. El relator dijo igualmente que el 56 % de la población ibérica tenía serias dificultades a llegar al fin de mes. 
En España se encuentra igualmente el mayor asentamiento de chabolas de Europa, la Cañada Real, donde viven entre 12 000 y 45 000 personas. La gente de este barrio sufre carencias reales, ya que varios sectores no tienen ni luz ni agua corriente. La seguridad también es algo grave, ya que familias honradas viven con narcotraficantes y dependientes. Se estima que al menos el 70 % de la población es española. 

### Desigualdad social
La desigualdad social en España es elevada y ha aumentado en las últimas décadas. En 2022, el 10% más rico de la población española poseía el 53,8% de la riqueza total del país, mientras que el 50% más pobre sólo poseía el 7,8%. La concentración de la riqueza es aún más pronunciada entre el 1% más rico, que posee el 22,4% de la riqueza.

## Mercado laboral
El mercado laboral español se ha caracterizado en las últimas décadas por dos problemas estructurales: el alto desempleo y la gran tasa de temporalidad.
La tasa de paro española en épocas de crisis económica ha duplicado habitualmente a la de la zona euro. Sin embargo  ha mostrado una notable capacidad para crear empleo en etapas expansivas, si bien se ha tratado de un empleo poco persistente que se ha destruido rápidamente en las etapas recesivas. En épocas de recesión el desempleo ha superado el 20 % de la población activa (máximos de 21.5 % en 1985; 24.6 % en 1994 y 27.2 % en 2013). Tras el final de la pandemia de Covid, el mercado laboral español ha mostrado un dinamismo notable. La tasa de paro descendió sustancialmente entre principios de 2021 y mediados de 2022, y ha tendido a estabilizarse con posterioridad en niveles inferiores a su promedio histórico. Esta reducción del desempleo se ha visto acompañada por un incremento de la proporción de asalariados con contrato indefinido impulsado por la reforma laboral española de 2022.
El mercado de trabajo en España ha mejorado en aspectos fundamentales desde 1970. En términos cuantitativos se ha producido un enorme incremento del número de ocupados que en su suelo ha ascendido en varios millones de personas. Desde 1985 que con una población ocupada de once millones de trabajadores supuso el suelo de la población ocupada se ha pasado hasta diecinueve millones en 2017 y más de veintiún millones en 2023. Este cambio enorme en el número de ocupados ha tenido dos protagonistas principales: las mujeres y los inmigrantes. Se ha producido una rápida y eficaz incorporación de las mujeres al mundo del empleo remunerado. Más formadas que los varones, sus tasas de actividad están entre las más altas de Europa. En términos cualitativos también ha mejorado en algunos aspectos, como el mayor crecimiento relativo de las mejores ocupaciones, consecuencia de la modernización de la sociedad y, por ende, del mercado de trabajo.
Desde la transición a la democracia, el marco legal para las relaciones laborales en España lo fija el Estatuto de los trabajadores, cuya primera versión fue aprobada en 1980. Desde entonces hasta la actualidad (2015) ha sido reformado siete veces. Actualmente la indemnización por despido es de treinta y dos días por año trabajado.
En España hay 797 000 asalariados que trabajan más tiempo del acordado, de los que casi la mitad no cobra ni cotiza por ello, según la Encuesta de Población Activa.

## Renta de los ciudadanos
A lo largo del periodo 1985-2011 la renta disponible de los hogares españoles aproximadamente se ha duplicado, superando puntualmente la media europea, aunque menor de la que registran las familias en las economías más grandes de la Unión Europea.

### Distribución territorial de la renta
Según los últimos datos publicados por el INE, referentes al año 2023, existen diferencias significativas en la distribución de la renta entre las distintas comunidades autónomas. En este respecto, lidera la estadística la Comunidad de Madrid, siendo esta autonomía un 82 % más rica que la más pobre de todas, Andalucía.
En cuanto a la Unión Europea, teniendo en cuenta el PIB per cápita por paridad de poder adquisitivo (PPA), España se sitúa ligeramente por debajo de la media; si en la UE-27 el PIB (PPA) per cápita es de 61 000 €, en España la media es de 53 400 €, es decir, un índice de 88 respecto al UE-27 de 100.
Atendiendo al producto interior bruto nominal por habitante, la primera posición la ocupa la Comunidad de Madrid, con 42 198 euros por habitante, seguido de País Vasco (39 547 euros), Navarra (37 088 euros) y Cataluña (35 325 euros).
En el lado opuesto, Melilla (20 479 euros), Ceuta (22 751 euros), Andalucía (23 218 euros) y Extremadura (23 604 euros) cierran la lista.
| Comunidad autónoma          | 2019   | 2021   | 2022   | 2023   |
| --------------------------- | ------ | ------ | ------ | ------ |
| Andalucía                   | 19 633 | 18 906 | 21 091 | 23 218 |
| Aragón                      | 28 727 | 28 912 | 31 051 | 34 658 |
| Asturias, Principado de     | 23 299 | 23 235 | 25 675 | 28 130 |
| Baleares, Islas             | 28 213 | 24 866 | 29 603 | 34 381 |
| Canarias                    | 21 244 | 18 990 | 22 303 | 24 345 |
| Cantabria                   | 24 383 | 23 730 | 26 167 | 28 461 |
| Castilla y León             | 24 886 | 24 428 | 26 992 | 29 698 |
| Castilla-La Mancha          | 21 004 | 20 655 | 22 574 | 25 758 |
| Cataluña                    | 31 119 | 29 942 | 32 550 | 35 325 |
| Comunidad Valenciana        | 23 206 | 22 289 | 24 473 | 26 453 |
| Extremadura                 | 19 454 | 19 072 | 21 343 | 23 604 |
| Galicia                     | 23 873 | 23 499 | 25 906 | 28 644 |
| Madrid, Comunidad de        | 35 913 | 34 821 | 38 435 | 42 198 |
| Murcia, Región de           | 21 642 | 21 236 | 23 197 | 25 887 |
| Navarra, Comunidad Foral de | 32 141 | 31 024 | 33 798 | 37 088 |
| País Vasco                  | 34 142 | 32 925 | 35 832 | 39 547 |
| Rioja, La                   | 28 200 | 27 279 | 29 579 | 32 828 |
| Ceuta                       | 20 903 | 21 244 | 23 073 | 22 751 |
| Melilla                     | 19 211 | 19 266 | 20 698 | 20 479 |
| Total nacional              | 26 426 | 25 498 | 28 162 | 30 968 |

PIB de las Comunidades Autónomas en millones de euros 
|                      | 2021    | 2022    | 2023    |
| -------------------- | ------- | ------- | ------- |
| Comunidad de Madrid  | 234 639 | 261 713 | 293 069 |
| Cataluña             | 229 418 | 255 153 | 281 845 |
| Andalucía            | 160 747 | 180 224 | 199 952 |
| Comunidad Valenciana | 112 603 | 126 416 | 139 420 |
| País Vasco           | 71 706  | 79 350  | 87 857  |
| Galicia              | 63 230  | 69 829  | 77 356  |
| Castilla y León      | 58 119  | 64 226  | 70 876  |
| Canarias             | 42 656  | 49 020  | 54 194  |
| Castilla-La Mancha   | 42 286  | 46 715  | 53 929  |
| Aragón               | 37 964  | 41 762  | 46 674  |
| Murcia               | 32 205  | 35 809  | 40 386  |
| Islas Baleares       | 30 321  | 35 465  | 42 084  |
| Asturias             | 23 441  | 25 822  | 28 326  |
| Navarra              | 20 379  | 22 595  | 25 041  |
| Extremadura          | 20 117  | 22 530  | 24 870  |
| Cantabria            | 13 846  | 15 354  | 16 777  |
| La Rioja             | 8 614   | 9 501   | 10 618  |
| Ceuta                | 1 760   | 1 907   | 1 889   |
| Melilla              | 1 609   | 1 756   | 1 750   |

### Distribución individual de la renta

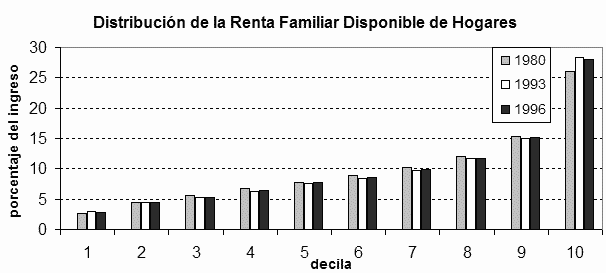
Distribución del ingreso disponible: el eje horizontal muestra el ingreso acumulado por decilas: desde el 10 % más pobre (izquierda) al 10 % más rico (derecha). El eje vertical da el porcentaje de renta que acumula cada decila, para tres años diferentes.

Por lo que se refiere a la distribución individual de la renta, España es un país razonablemente igualitario, con un índice de desigualdad de Gini entre 32 y 37 (el máximo valor posible es cien, aunque solo el país más desigual del mundo, Namibia, rebasa el valor setenta).
El INE lleva a cabo periódicamente su Encuesta Continua de Presupuestos familiares, que permite conocer de modo razonable la distribución de la renta. La primera de estas encuestas realizada entre marzo de 1964 y marzo de 1965, reveló que más del 81.6 % de la población recibía ingresos inferiores a la media (9446 pesetas por familia), lo cual demostraba una distribución del ingreso mucho más desigual que la actual. El índice de desigualdad de Gini estimado con los datos de esa encuesta es de 44.0. Con la instauración de la democracia y la mejora de los niveles educativos y de ingreso de los más pobres, la igualdad creció durante los años 1970 y en 1980 el coeficiente de Gini llegó a un mínimo de 36.73. Posteriormente la desigualdad aumentó un poco llegándose a valores de este coeficiente de 38.58 (1993) y 38.23 (1996).
Una aproximación a la evolución en el largo plazo, realizada a partir del análisis del crecimiento de las rentas en términos reales confirma que, desde los años setenta y hasta que dio comienzo la crisis económica y financiera en 2008, el crecimiento de las rentas en cada grupo de ingresos habría dado como resultado una reducción de la desigualdad, puesto que las rentas más bajas habrían crecido más que las rentas más altas. En conjunto, el balance de esos treinta año habría sido positivo, habiéndose producido una reducción de la desigualdad, si bien con un preocupante estancamiento del proceso en los últimos años.
Durante la crisis de 2008 se agudizó considerablemente los niveles de desigualdad, situándose España, en este aspecto, entre los países en los que más ha crecido la desigualdad. En 2011, España era el segundo país de la Unión Europea (y séptimo de la OCDE) con mayor desigualdad económica, solo superado por el Reino Unido.

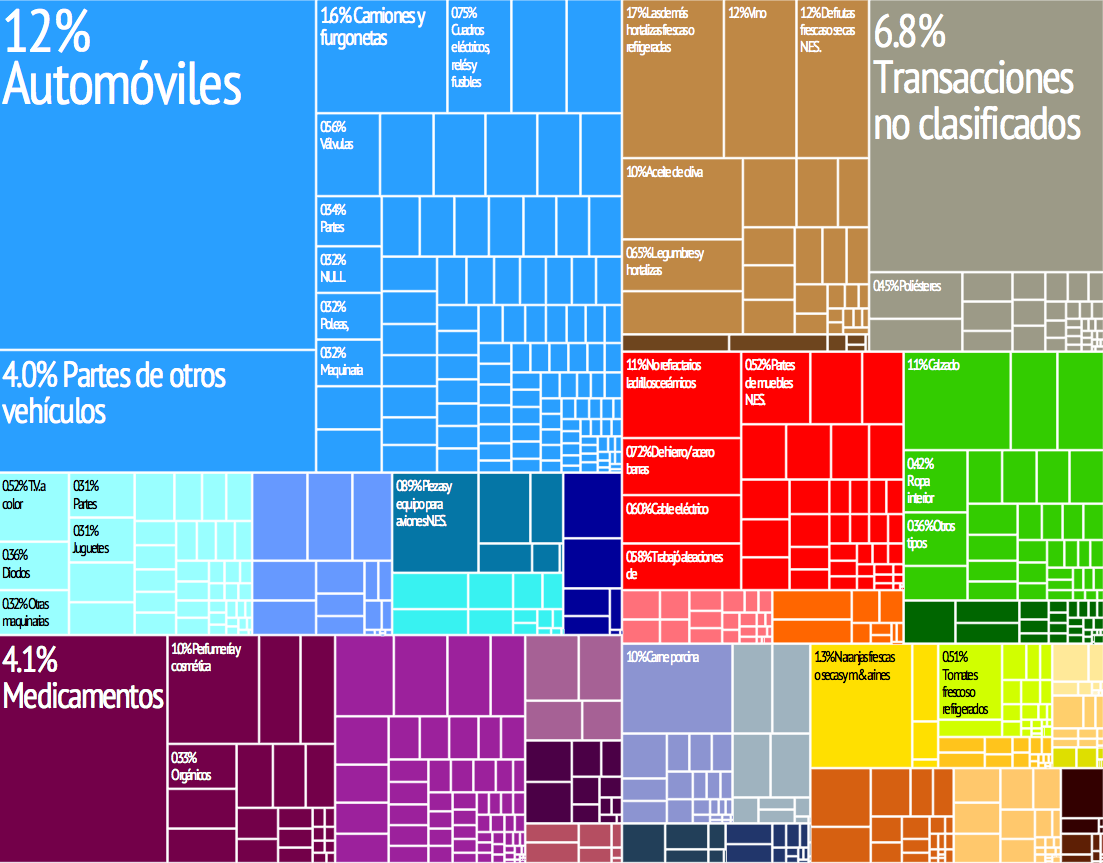
Representación gráfica de los productos de exportación del país en 28 categorías codificadas por color.

## Política macroeconómica

### Combinación de políticas
Las autoridades económicas españolas buscan el logro de dos equilibrios simultáneos, denominados equilibrio interno y equilibrio externo. El equilibrio interno es definido como pleno empleo sin inflación. El equilibrio externo es definido como la ausencia de movimientos en las reservas de divisas.
Para alcanzar estos dos equilibrios, las autoridades económicas ponen en práctica políticas macroeconómicas y microeconómicas. Dentro de las políticas macroeconómicas, se pueden distinguir tres tipos: política monetaria, política cambiaria y política fiscal. Desde la integración de España en la Unión Económica y Monetaria de la Unión Europea en 1999, la política monetaria es definida por el Banco Central Europeo, y la política cambiaria es definida por la Comisión de la Unión Europea. En consecuencia, España solo controla la política fiscal, y lo hace sometida a restricciones comunitarias con respecto al máximo déficit público aceptable, que se sitúa en un 3 %.
En el modelo IS-LM se observa que cualquier política fiscal expansiva (incremento del gasto público) conduce a corto plazo a un aumento de la renta, pero también genera un efecto indeseado: el incremento de los tipos de interés (salvo que dicha política fiscal expansiva vaya acompañada de una política monetaria también expansiva, en cuyo caso se puede evitar el aumento de los tipos de interés). No obstante, en el caso de un país perteneciente a un área monetaria integrada, como es el caso de España, el incremento del gasto público no puede elevar los tipos de interés de toda el área integrada. Este hecho hace más atractivo el uso de políticas fiscales expansivas y es una de las razones por las que la Unión Europea establece límites al déficit público en el que pueden incurrir los Estados miembros. 
Pero si todos los países pertenecientes al área monetaria integrada aumentan su gasto público al mismo tiempo, subirán los tipos de interés, desplazando gasto privado. Además la subida del tipo de interés atraerá capitales, apreciando la moneda, lo que añade otra limitación al efecto de la política fiscal. 

### Política monetaria

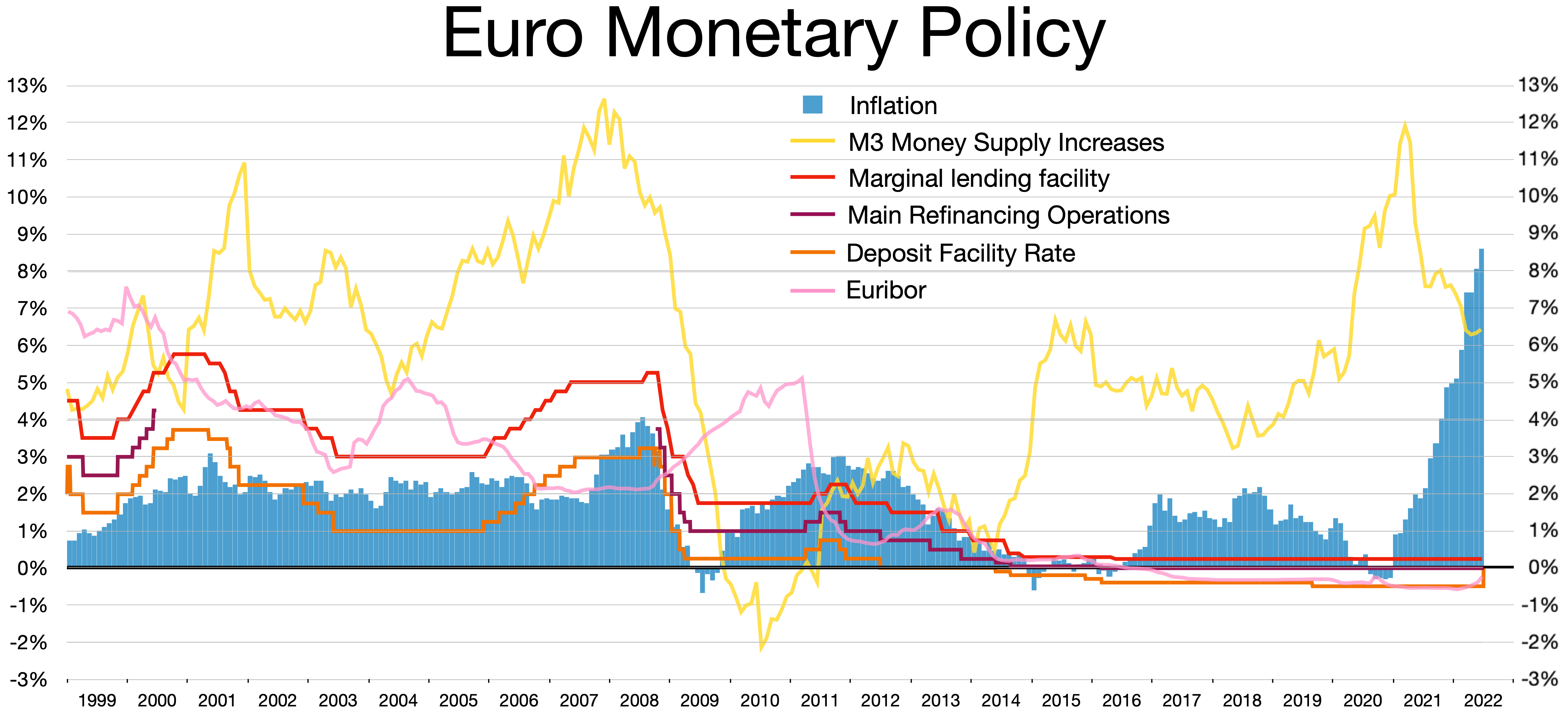
Política monetaria del euro entre 1999 y 2022 (en inglés)
Inflación eurozona año/año
Incremento de la oferta monetaria M3
Facilidad de préstamo marginal
Principales Operaciones de Refinanciación
Tasa de la facilidad de depósito
Euribor

La moneda de España es el euro, y las autoridades españolas no tienen el control de la política monetaria asociada a esta moneda que depende exclusivamente del Banco Central Europeo (BCE), que cuenta con total independencia. El objetivo principal del BCE es la estabilidad de precios; ha descartado expresamente atender a las crisis financieras. Para influir sobre la evolución de los precios, el BCE hace uso de variables intermedias y variables instrumentales. Las variables intermedias son agregados monetarios e indicadores de inflación. Las instrumentales son los préstamos que realiza el BCE y los depósitos que se pueden hacer en él.

### Política cambiaria
El euro tiene un tipo de cambio libre con el resto del mundo. La evolución del tipo de cambio es dependiente de las diferencias de tipo de interés con otras áreas (de la política monetaria) y de las expectativas de crecimiento.

### Política fiscal
La política fiscal es la principal política macroeconómica que España puede desarrollar de forma autónoma. No obstante, el Pacto de estabilidad y crecimiento acordado por todos los Estados miembros de la Unión Europea impone límites al déficit público. Las razones que han llevado a la firma de este acuerdo y la imposición de dichos límites son dos: 1) evitar problemas a la política monetaria, y 2) controlar el incentivo al endeudamiento público antes aludido.
Varios Estados miembros de la Unión Europea, incluida España, han encontrado dificultades a la hora de cumplir el pacto. Este se puso más en entredicho que nunca a finales de la década de los 2000, ante la necesidad de aplicar políticas fiscales expansivas para paliar los efectos de la Gran Recesión, cuyos efectos en la economía española fueron especialmente graves en comparación con otros países europeos.

## Sector exterior

### Equilibrio de la balanza de pagos
Un gran déficit exterior
En la década de los 2000, España aprovechó intensamente las ventajas que ofrecía la abundante liquidez internacional para endeudarse en los mercados exteriores. Los grandes protagonistas fueron los bancos, sobre todo vendiendo bonos hipotecarios. Así se financió la burbuja de la vivienda, en lugar de expandir y  modernizar el aparato productivo. Es algo que también ocurrió en los países anglosajones con auge inmobiliario. Tras el estallido de la burbuja, el déficit exterior debía de ser refinanciado en el difícil marco de una gran restricción financiera.
En todo caso, España ha logrado una gran inserción en los mercados financieros internacionales.
Detrás del déficit exterior hay siempre un gran y permanente déficit en la balanza de bienes.

### Políticas dirigidas a lograr el equilibrio exterior
Para lograr el equilibrio exterior, en España se han llevado a cabo políticas dirigidas a ajustar el déficit exterior. 
Dentro de las políticas potencialmente empleables, se pueden distinguir dos: 1) desviación del gasto y 2) disminución del gasto.
En la política de desviación del gasto, se produce un movimiento del tipo de cambio, el cual permite desviar gasto desde dentro del país hacia fuera o viceversa. Esta opción de política, sin embargo, escapa al control de las autoridades españolas, pues la política cambiaria del euro es competencia exclusiva del Banco Central Europeo. La apreciación del euro a finales de los años 2000 desvió gasto hacia el exterior, incrementando las importaciones y dificultando las exportaciones.
La política de disminución del gasto se realiza sólo a través de política fiscal. A finales de los años 2000, el déficit exterior fue sólo levemente contrarrestado por la política fiscal contractiva, dada la fuerte expansión del gasto privado. Probablemente, un menor tipo de cambio habría permitido un mayor equilibrio exterior, pero a cambio de una inflación algo mayor.

### Liberalización comercial y apertura al exterior
Tras la integración de España en la Unión Europea se produjo una importante apertura de la economía española al comercio exterior, de manera que a finales de los años 2000 ya se encontraba en niveles semejantes a los de otros países de gran tamaño (el comercio exterior suele alcanzar más dimensión con respecto al PIB en países más pequeños).
Los efectos de la apertura exterior sobre el bienestar han sido beneficiosos, ya que ha tenido lugar una importante creación de comercio y una escasa desviación de comercio (en bienes agrícolas). Esto es visible en el hecho de que han crecido las importaciones y exportaciones en proporción al PIB; las que más han crecido son las que tienen como destino y origen la Unión Europea, pero también han aumentado las restantes.

### Comercio exterior
En 2020, el país fue el decimosexto exportador más grande del mundo (337 200 millones de dólares en bienes, 1.8 % del total mundial). Considerando los bienes y servicios exportados, las exportaciones ascendieron a 486 000 millones de dólares. En importaciones, en 2019, fue el decimocuarto mayor importador del mundo: 375 400 millones de dólares.

#### Determinantes, orientación y especialización
Las exportaciones se dirigen fundamentalmente a otros Estados miembros de la Unión Europea, y están determinadas sobre todo por el ritmo de crecimiento económico en la Unión. Las importaciones son sobre todo dependientes de la demanda interna. No obstante, tanto las exportaciones como las importaciones son sensibles al tipo de cambio real.
El saldo del comercio exterior de bienes y servicios está relacionado con el diferencial existente entre el crecimiento económico en España y el crecimiento en el resto de la Unión Europea. Cuando aumenta el diferencial de crecimiento, disminuye el saldo comercial con relación al producto interior bruto.

## Sector primario

#### Agricultura

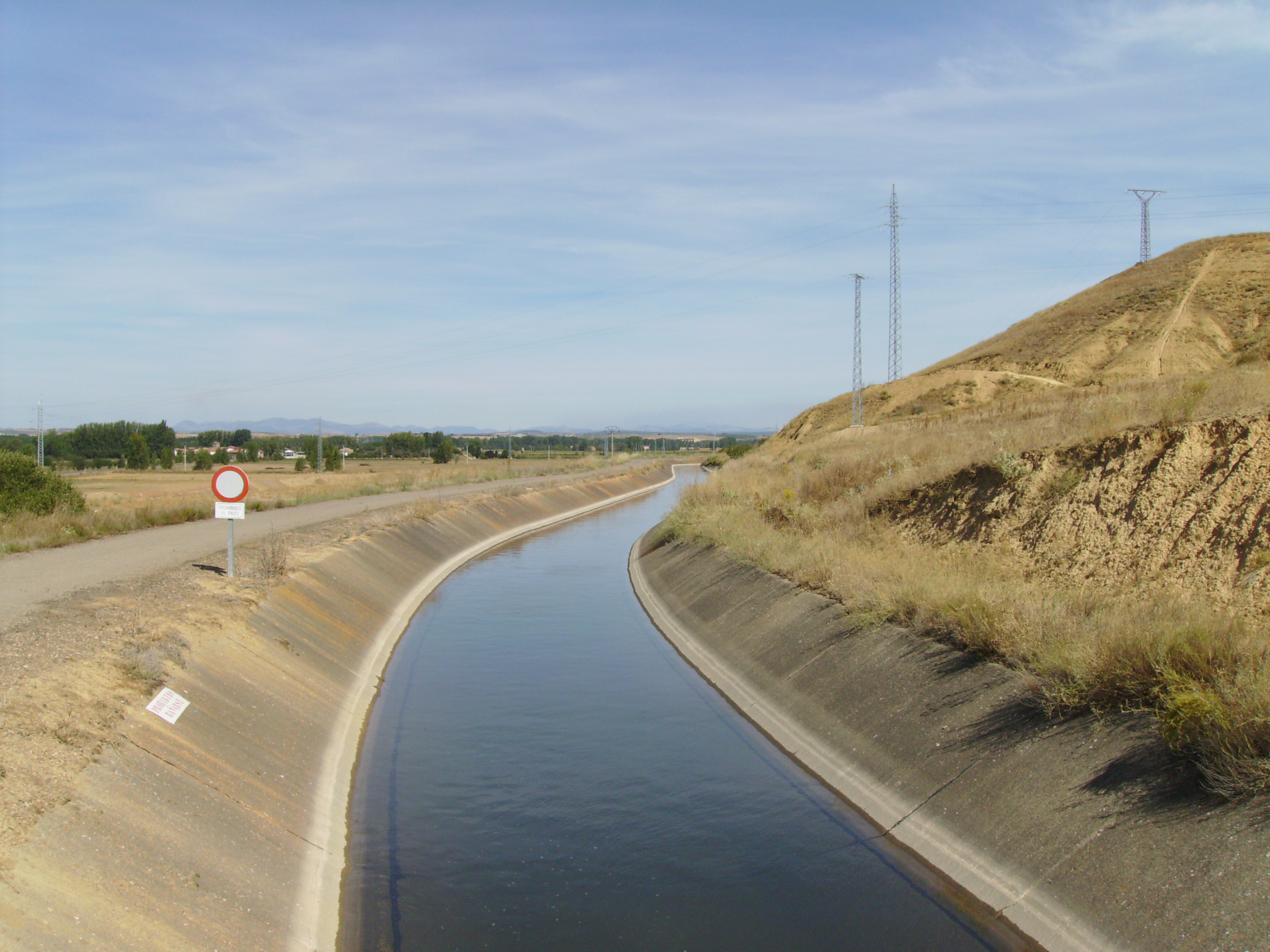
Canal de regadío cerca de la ciudad romana de Lancia, en León.

Hasta los años 1940, más de la mitad de la población activa española trabajaba en el sector agrario, y la producción de este constituía el capítulo principal de la economía del país. En el año 1986 la proporción había descendido mucho y la actividad agraria reunía algo menos del 18 % de la población total ocupada, siendo su aporte a la producción global del país el 6.7 %.
Los factores que condicionan la agricultura en España son de varias clases: físicos, como la elevada altitud media que no beneficia a la mayoría de los cultivos, las heladas tardías y la erosión que despoja a las tierras de labor de su sustrato fértil; e históricos, como la tradición ganadera de España desde la Edad Media con la creación de la Mesta y el desigual reparto de la tierra en latifundios y minifundios.
Para mejorar el rendimiento y las condiciones de trabajo de los agricultores se han llevado a cabo algunas reformas como la concentración parcelaria, que ha aumentado la superficie de las parcelas cultivables hasta una media de 2.58 ha. El desarrollo de los regadíos en las diferentes cuencas hidrográficas y la mejora en las técnicas de cultivo, con la extensión de los cultivos forzados bajo plástico, que ocupan muchas hectáreas en el litoral mediterráneo preferentemente.

##### Producción
- Cereales

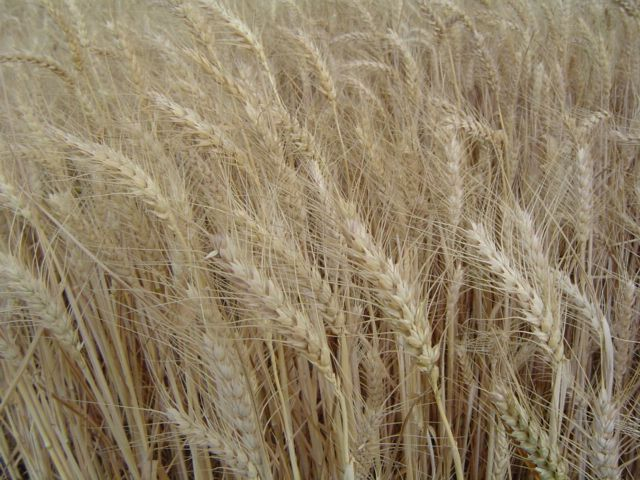
El trigo, junto con la cebada son los dos cereales más cultivados en España.

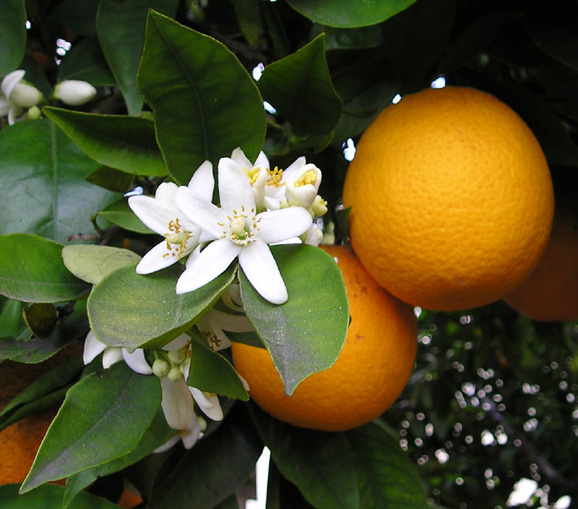
La naranja, fruta que tiene su área de producción más importante en la Comunidad Valenciana.

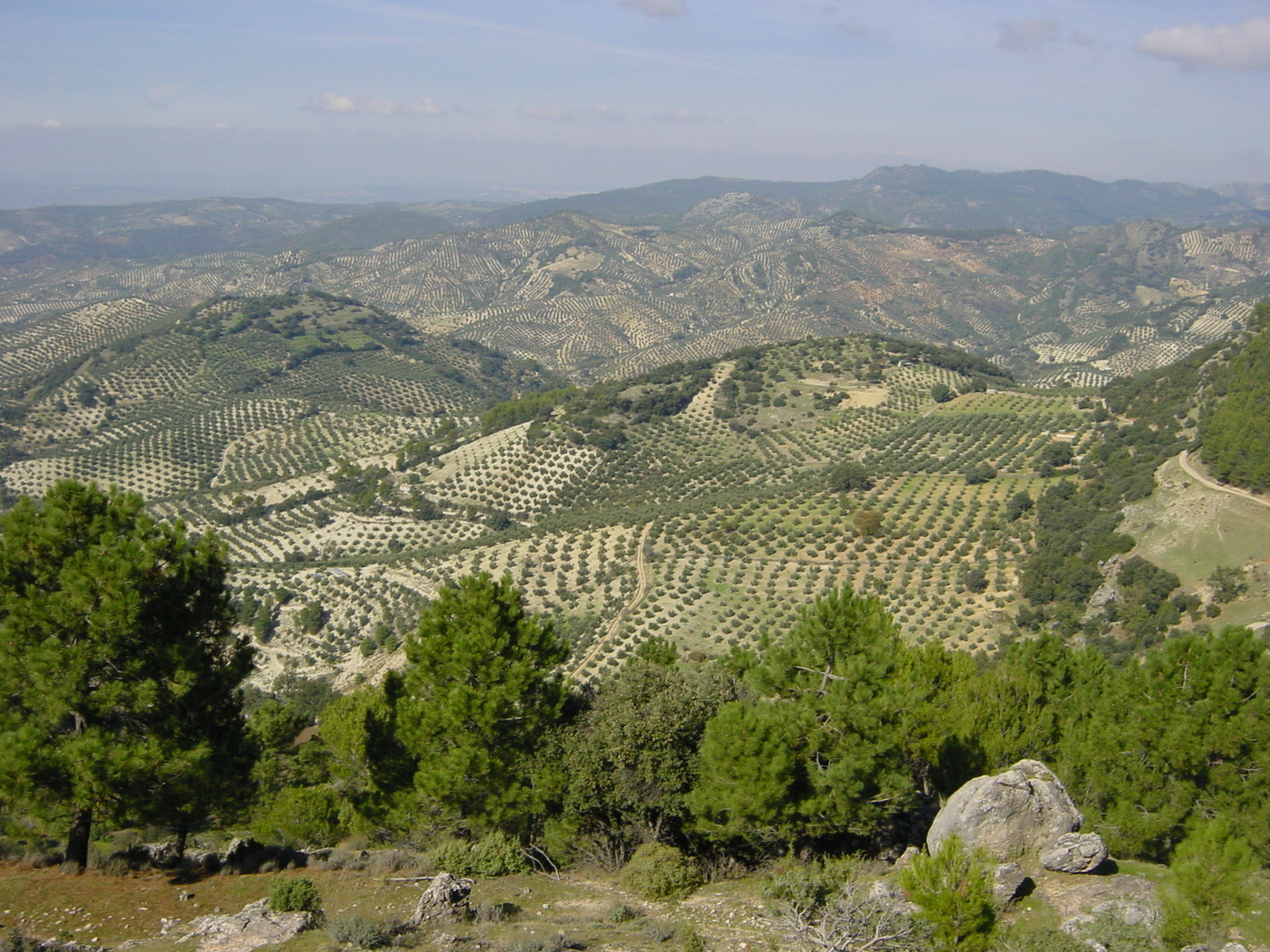
Monocultivo de olivar en la provincia de Jaén.

En España es muy importante el cultivo de los cereales llamados de invierno: cebada y trigo fundamentalmente, y en menor proporción, avena y centeno. Se cultivan en tierras de secano, que solo reciben el riego natural. Se suele practicar el barbecho, que consiste en dejar la mitad de la tierra sin sembrar, pero dándole las labores adecuadas para quitar las malas hierbas y ahuecarla de manera que recoja la mayor cantidad de agua posible. La otra mitad de la tierra se siembra ese año y al siguiente se invierte la situación. Andalucía, y las dos Castillas son los principales productores de estos cereales.
El maíz se cultiva en Galicia sin riego artificial, haciendo rotar su cultivo con el de patatas, nabos o alubias. En las zonas de regadío también se cultiva el maíz, planta que requiere bastante humedad en la época del verano.
- El arroz está ausente de los secanos españoles por su gran exigencia de agua, pero existen tres principales zonas productoras de arroz: Cataluña, Comunidad Valenciana y Zona Sur. Se estima, en definitiva, que en España la producción alcanza casi el medio millón de toneladas, de los cuales el 60 % se produce en las zonas arroceras del Guadalquivir y Extremadura, el 15 % en el delta del Ebro, el 15 % en la Albufera valenciana y el restante 10 % entre Región de Murcia, Aragón, las dos Castillas, Baleares y Navarra.

- Patatas y hortalizas. La patata, como el maíz, es de origen americano y, al igual que ese cereal, de introducción española en Europa. Se cultiva sin riego artificial en toda la España atlántica y en todos los regadíos. La mayor cosecha corresponde a las variedades de media estación (junio-septiembre) y a las tardías o de otoño. Suele rotarse su cultivo con el del maíz y las alubias.

El cultivo de hortalizas tiene gran tradición en el país. A ellas se dedican casi todas las superficies protegidas por plásticos. Su cultivo se ha duplicado desde mediados del siglo XX. Se ha duplicado también su producción, que es la base de la industria agroalimentaria y, con las frutas, las dos principales exportaciones de productos agrarios frescos. Se exportan: tomates, cebollas, fresones, melones, sandías, lechugas, coles, judías verdes, zanahorias, pepinos, pimientos, calabacines, y muchas otras hortalizas
- Frutales. Los cítricos, que necesitan agua y ausencia de heladas, se cultivan en los regadíos del litoral mediterráneo. Son exportados en gran cantidad. La mayor parte de la superficie de cultivo citrícola se reserva a naranjas, a las que siguen en importancia las mandarinas, los limones y los pomelos. El núcleo fundamental se halla en Valencia.

Los frutales no cítricos cultivados ofrecen una gama muy variada. Son importantes las plantaciones de peral, manzano, melocotonero, y albaricoque en regadío. En secano se prefiere el cerezo, sobre todo en Extremadura y Aragón. Los frutos secos como la almendra y la avellana se cultivan en todo el litoral levantino hasta la costa bética y en Baleares.
Es muy importante también la producción de uva de mesa, de la que gran parte se exporta, se obtiene en el interior de Alicante y en los parrales de Almería y Murcia. En Canarias es de gran importancia el cultivo de la platanera, siendo la principal zona productora de toda Europa.
- Viñedos y olivares

Dos regiones sobresalen por la amplitud del terreno vitícola: La Mancha y Extremadura seguidas de la Rioja. Las zonas más productoras en cantidad y por la calidad de sus caldos derivados son, en Castilla y León, la Ribera del Duero, en Andalucía, las del Marco de Jerez. En la Meseta Sur, Valdepeñas, y Tierra de Barros. En Levante, Utiel-Requena y Jumilla. En Cataluña, Panadés, Ampurdán y El Priorato. En el Ebro, Rioja y Cariñena. En el sur de Galicia, Ribeiro y Rías Bajas. En Canarias destaca Tenerife, con cinco denominaciones de origen: Abona, Tacoronte-Acentejo, Valle de Güimar, Valle de la Orotava e Ycoden-Daute-Isora. También las islas de Lanzarote y La Palma.

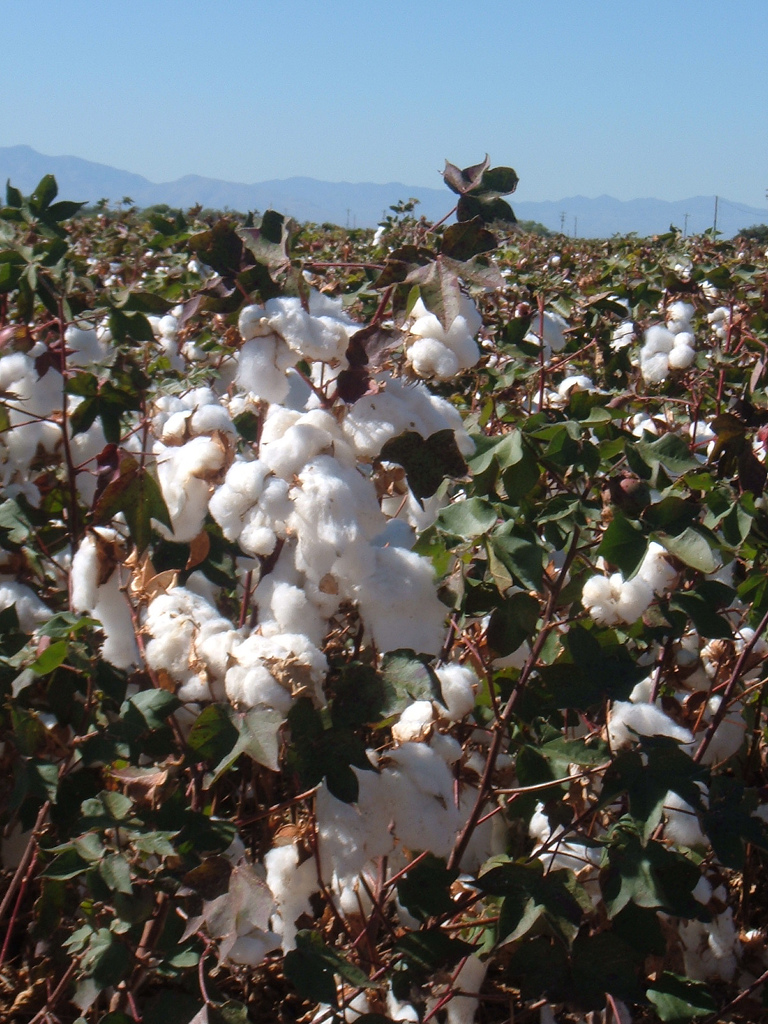
Plantación de algodón, cultivo industrial que se da en las regiones del sur de España.

Los olivos soportan mal las heladas, por lo que tienen menos área de expansión que la vid. Se encuentran mayoritariamente en toda la geografía española al sur del Sistema Central. Su cultivo es prioritariamente de secano y la mayor parte de la producción se destina a su transformación en aceite. Su cultivo es muy importante en Andalucía, donde hay zonas de monocultivo como en algunas partes de la Bética, sobre todo en la provincia de Jaén.
- Cultivos industriales

Tradicionalmente vienen considerándose plantas industriales solo aquellas cuyo producto no admite consumo directo o para el que su transformación resulta mucho más provechosa. Tal es el caso del girasol, la remolacha azucarera, el algodón y el tabaco.
El cultivo del girasol alcanza grandes extensiones en el secano de la Meseta y abarcaba ya en 1984 más de un millón de hectáreas, de las que el 85 % son de secano.
La remolacha azucarera se cultiva sobre todo en el valle del Duero, donde rota con los cereales en los regadíos. El algodón se cultiva los regadíos de Murcia y Alicante y en los regadíos y secanos de la Baja Extremadura y de la Bética. El tabaco se cultiva en la vega de Granada , que es donde mayor rendimiento produce y en la provincia de Cáceres, sobre todo en la vega del Tiétar, en todo caso en regadío. También se consideran cultivos industriales los dedicados a condimentos, entre los que se encuentran los pimientos, para el pimentón y el azafrán. El primero en los regadíos murcianos y en los de la Vera de Gredos. El azafrán se da en los secanos manchegos y en la provincia de Teruel.

#### Ganadería

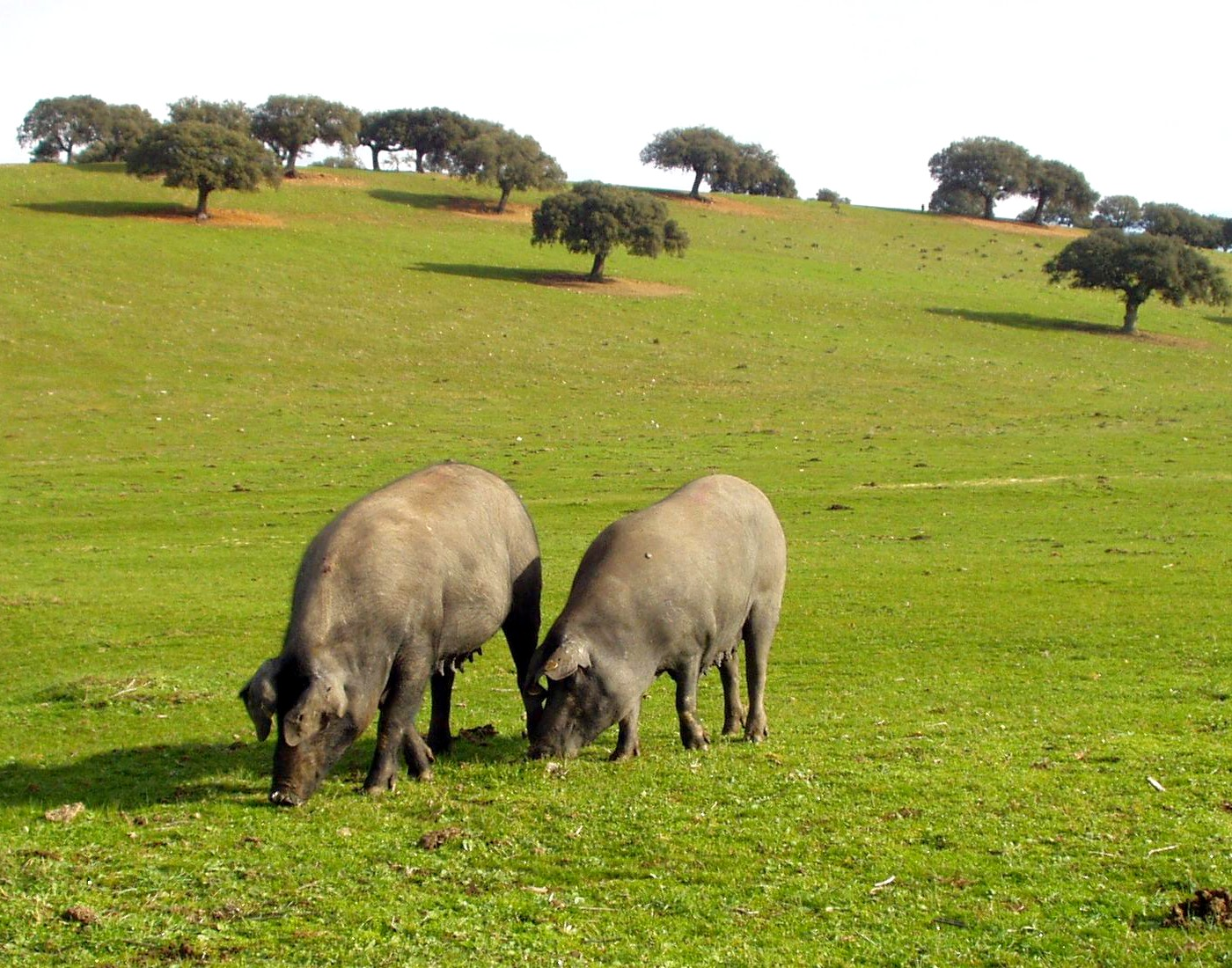
Cerdos ibéricos y encinas en la provincia de Salamanca.

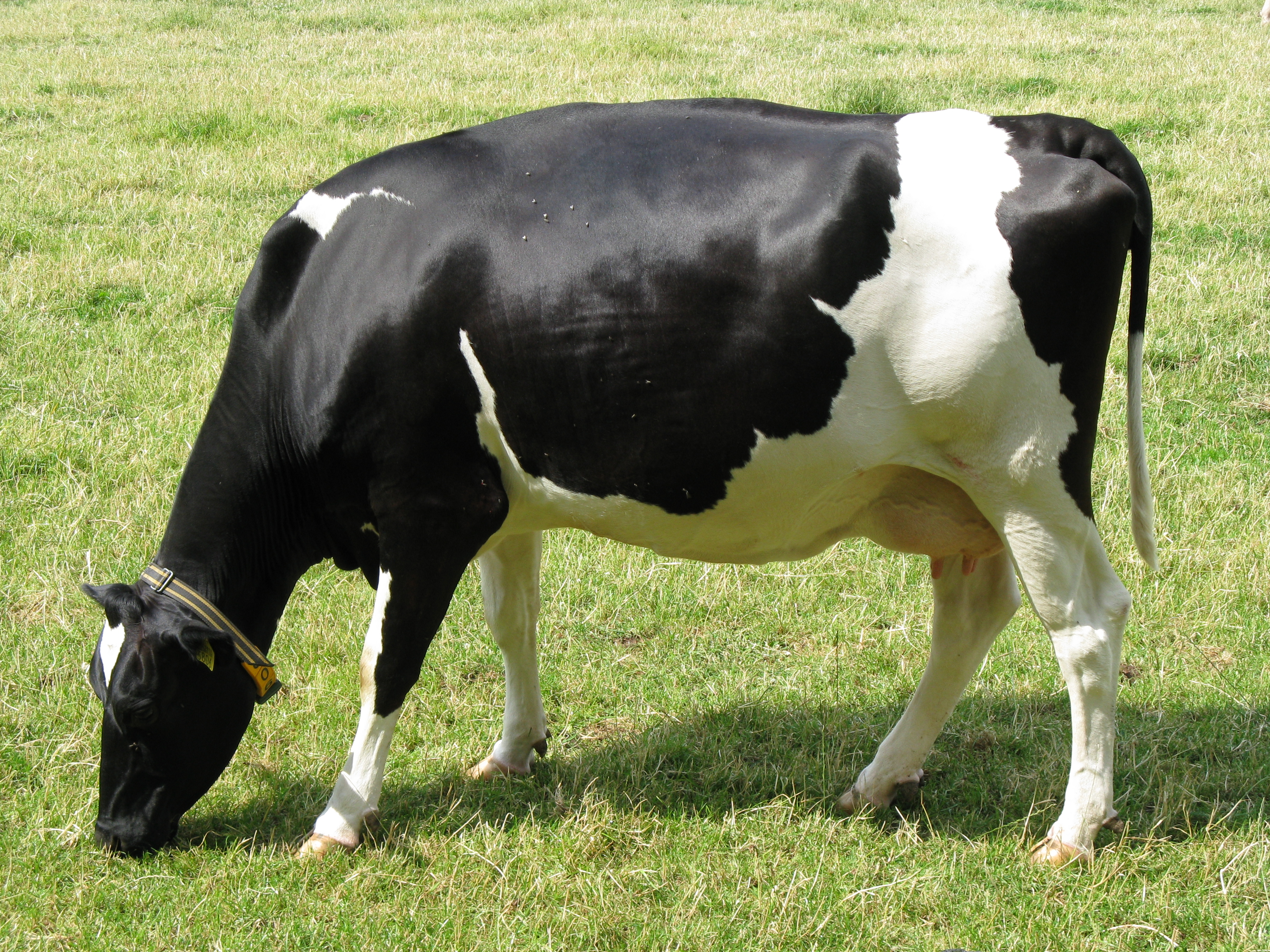
Vaca de raza frisona.Es la que predomina en las granjas lecheras españolas.

En ganadería, España fue en 2019 el cuarto productor mundial de cerdo, con una producción de 4.6 millones de toneladas; el 22.º productor mundial de carne de pollo, con una producción de 1.4 millones de toneladas; el 22.º productor mundial de leche de vaca, con una producción de 7400 millones de litros; decimonoveno productor mundial de vacuno, con una producción de 695 000 toneladas, entre otros.
La ganadería ha mejorado mucho en los últimos tiempos porque se han sustituido unas especies por otras y, dentro de cada una, las razas de variada aptitud y escaso rendimiento, por selectas.
Cerdos y vacas son los animales preferidos en las granjas. En las vacas se han reemplazado las razas autóctonas —rubia gallega, asturiana, etc.— por razas extranjeras de selecta aptitud, de manera preferente la frisona para leche y la charolesa para carne. Se prefiere un régimen de estabulación para las vacas de leche y un régimen mixto para las de carne.
Del mismo modo, en los cerdos se adopta la estabulación en granjas adecuadas y con razas de gran porte —la Large White, por ejemplo— mejor que las autóctonas, pequeñas y de gran osamenta. Las autóctonas han recuperado su importancia pasada y se obtiene de ellas el jamón de cerdo ibérico —de pata negra—.
También las gallinas de alta producción cárnica o de huevos se tienen en granjas especiales.
Los pastores ya no practican la transhumancia con sus rebaños, sino que prefieren quedarse en zonas próximas a sus residencias, realizando desplazamientos de más corto radio; y la antigua orientación lanera se ha reemplazado por la de corderos para carne o la láctea para quesos con denominación de origen.

#### Pesca

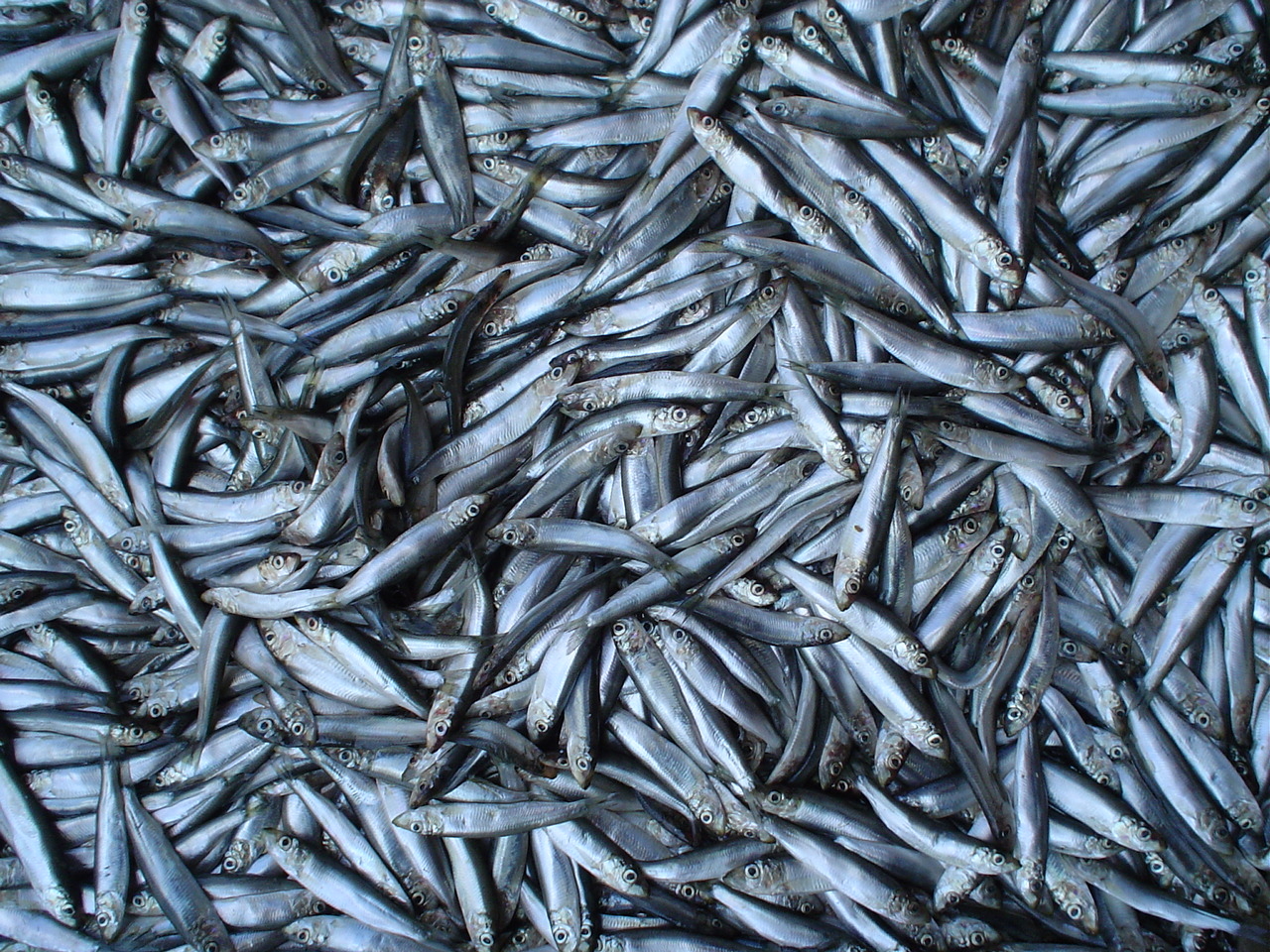
Boquerón, anchoa o bocarte.

España tiene más de 4000 km de litoral y una tradición pesquera que se remonta por lo menos a la época romana, cuando escabeches y peces vivos de la costa mediterránea hispana llegaban a los mercados itálicos.
Las aguas nacionales, definidas como las que discurren desde la costa hasta la línea exterior de 200 millas náuticas, que delimita la Zona Económica Exclusiva (ZEE), constituyen el Caladero Nacional.
La flota pesquera española faena en cuatro zonas pesqueras diferenciadas: Cantábrico-Noroeste, Golfo de Cádiz, Canarias y Mediterráneo. Se trata de flota de bajura, que faena en zonas determinadas del Caladero Nacional y con artes o aparejos específicos. La elevada demanda de productos pesqueros hizo necesario el desarrollo de pesquerías en aguas exteriores y caladeros lejanos. La irrupción de los barcos congeladores hizo posible esta pesca en caladeros lejanos de manera que actualmente, una gran parte de la flota de gran altura pesca en aguas internacionales.
Las especies más capturadas son: la sardina, la merluza y la pescadilla, el bacalao, el boquerón, y el bonito. De los crustáceos, la gamba, y de los moluscos el calamar y el pulpo. Los viveros se dedican fundamentalmente al mejillón.

## Sector secundario

### Industria
El Banco Mundial enumera los principales países productores cada año, según el valor total de la producción. Según la lista de 2019, España tenía la decimocuarta industria más valiosa del mundo (155 400 millones de dólares).
En 2019, España fue el 9.º mayor productor de vehículos en el mundo (2.8 millones) y el 17.º mayor productor de acero (3.6 millones de toneladas). España es también uno de los cinco mayores productores mundiales de vino (fue el tercer productor mundial en 2018, solo por detrás de Italia y Francia). El país también es el mayor productor mundial de aceite de oliva (1.8 millones de toneladas en 2018). También en 2018, fue el décimo productor mundial de cerveza (a base de cebada), con 383 000 millones de litros.
La industrialización de España se ha producido en diferentes momentos y con distintas velocidades, viviendo la economía española dos grandes periodos industrializadores: uno durante el siglo XIX y otro a mediados del siglo XX.
La industrialización decimonónica tuvo sus principales focos en Cataluña y el País Vasco, desarrollándose en Cataluña la industria textil, mientras que en el País Vasco la industria predominante fue la siderurgia, gracias a los yacimientos de mineral de hierro, que proporcionaron los capitales y materia prima. Además, un tercer foco de industrialización en el siglo XIX se desarrolló en Asturias, debido a los yacimientos de carbón, que provocaron la aparición de la minería y la industria siderúrgica, financiadas con inversiones de capitalistas españoles, franceses y británicos. En Andalucía, concretamente en la provincia de Málaga, también se experimentó un proceso industrializador que, sin embargo, tuvo una existencia efímera (estaba basada en carbón vegetal y los bosques se agotaban) y por una serie de causas no se logró la industrialización de esta región hasta bien entrado el siglo XX.
Respecto a las restantes zonas industriales, su desarrollo más efectivo se produjo en el segundo periodo industrializador de España, durante el denominado «desarrollismo», en las décadas finales del franquismo, en el denominado «milagro español» entre 1959 y 1973, en el cual se alcanzaron alta tasas de crecimiento, un desarrollo que ha proseguido hasta la actualidad, con importantes actividades en todos los sectores, que van desde la industria de la moda, la construcción naval, las tecnologías renovables, la biotecnología, los trenes de alta velocidad o la industria aeroespacial.

### Construcción
España tenía un parque de 23 700 600 viviendas a finales del año 2005, según datos del Banco de España, sobre un total de 15.39 millones de hogares españoles. Estas cifras indican un promedio de 1.54 viviendas por hogar español, la tasa más alta del mundo. Según las mismas fuentes, el 85 por ciento de las viviendas en España son de propiedad, y solo un 15 % se disfrutan en régimen de alquiler.
El precio medio de la vivienda nueva en España era de 2510 euros por metro cuadrado, según datos de la Sociedad de Tasación a 31 de diciembre de 2005. El precio de la vivienda, sin embargo, varía ostensiblemente en función de las comunidades autónomas y las capitales de provincia.
Al estallar la llamada «burbuja inmobiliaria», se inició un retroceso económico en todos los aspectos de la economía española. El resultado de la explosión de la burbuja es una brusca caída de la demanda y de los precios a corto plazo. Desde septiembre de 2007, se está produciendo por la incapacidad del mercado para absorber la enorme oferta de vivienda construida y vacía disponible. Este cambio de ciclo inmobiliario español habría tenido lugar por factores internos y externos: por un lado, la falta de liquidez del sistema financiero, iniciado por la crisis de las hipotecas subprime en Estados Unidos en agosto de 2007, y por otro, por el deterioro interno de la economía española, la falta de financiación y el agotamiento del modelo de crecimiento (basado en la construcción), al reducirse los retornos de la inversión (provocando la salida del mercado de los especuladores) y contenerse el crédito.

### Sector energético

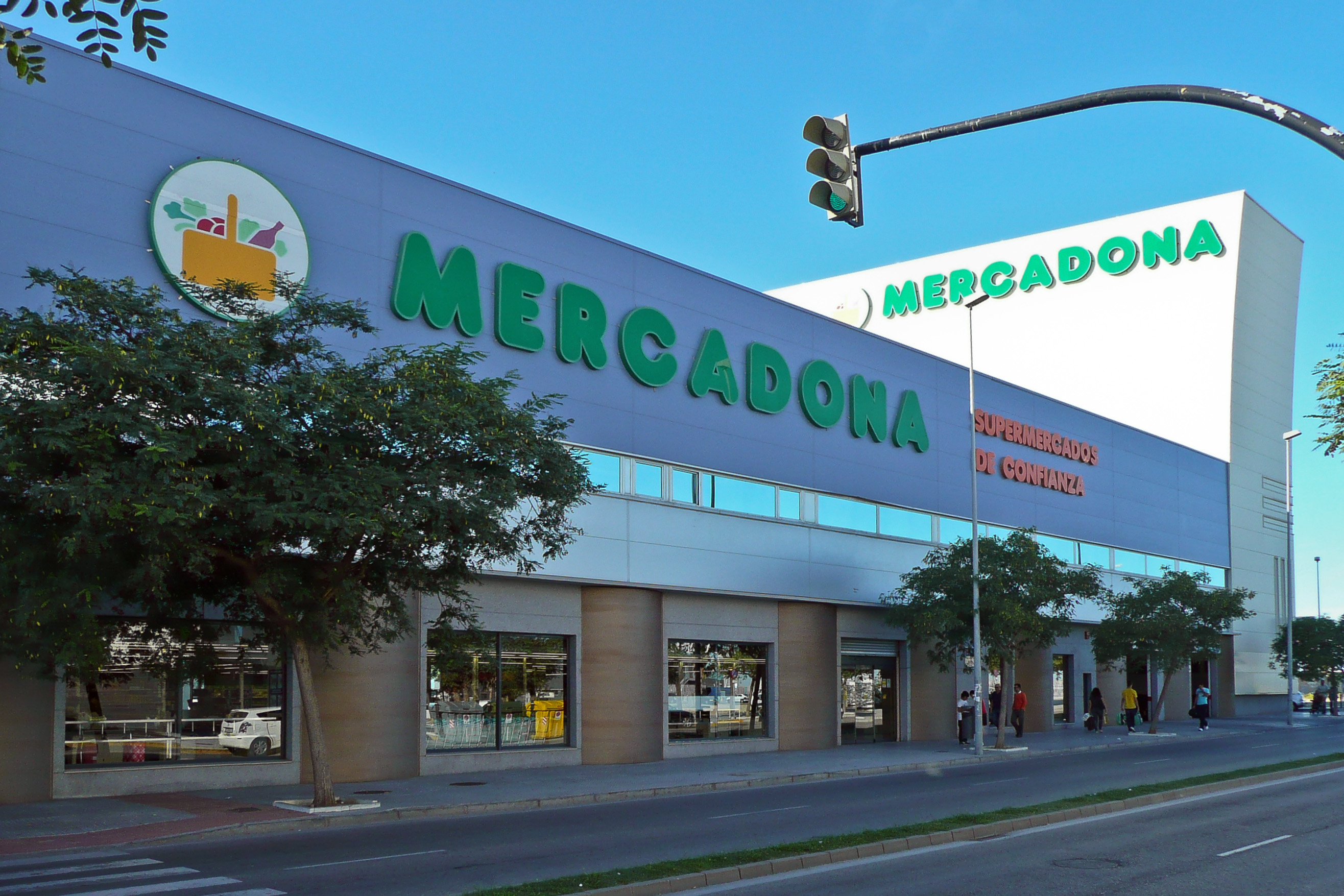
Supermercado de Mercadona en Cádiz. El grupo Mercadona es en 2012 el primer grupo de distribución de España por volumen de ventas, con una cifra de negocios de 17 522 millones de euros de ventas.

En energías no renovables, en 2020, el país fue el 87.º productor mundial de petróleo, con una producción casi nula. En 2019, el país consumió 1.22 millones de barriles/día (el 18.º consumidor más grande del mundo). El país fue el noveno mayor importador de petróleo del mundo en 2013 (1.22 millones de barriles/día). En 2015, España fue el 84.º productor mundial de gas natural, con una producción casi nula. En 2010 España fue el décimo mayor importador de gas del mundo (36 700 millones de m³ por año), principalmente de Rusia. En la producción de carbón, el país ocupó el puesto 38.º en el mundo en 2018: 1.7 millones de toneladas. En 2019, España también tuvo siete plantas atómicas en su territorio, con una capacidad instalada de 7.1 GW.
En energías renovables, en 2020, España fue el quinto productor mundial de energía eólica del mundo, con 27 GW de potencia instalada, y el 10.º productor mundial de energía solar del mundo, con 14 GW de potencia instalada.
El sector energético en España supone aproximadamente un cinco por ciento del Producto interior bruto de España, pero su importancia va más allá de su participación en la producción total, puesto que constituye un sector de carácter estratégico del que necesitan todas las ramas de la actividad económica, siendo la energía considerada necesaria para cualquier clase de producción de bienes y servicios. Precisamente uno de los elementos que ha limitado el desarrollo económico de España en los dos últimos siglos, ha sido la pobreza de recursos energéticos, en concreto la carencia de hidrocarburos líquidos y gaseosos y la mala calidad y carestía del carbón existente. La escasez de recursos ha condenado tradicionalmente al sistema energético nacional a una situación de déficit y dependencia exterior. Frente a un consumo de energía primaria en España en el año 2008 de 142 070 kilotoneladas equivalentes de petróleo (ktep), la producción nacional fue de 30 725 ktep, lo que ha supuesto que el grado de autoabastecimiento exterior se cifra en un veinticinco por ciento, durante este año.
Desde finales de los años 1990 esta situación se trata de invertir mediante políticas de impulso de las energías renovables, que tienen como objetivo para 2010 generar el 30 % de la electricidad a partir de fuentes de energía renovable, el 12 % de la energía primaria y el 5.75 % con biocarburantes. España es asimismo líder mundial en energía eólica, con la mayor tasa de penetración mundial de esta tecnología (21 % del consumo eléctrico en el año 2013).

### Minería
España no tiene una gran producción de minerales: en 2019, sus mayores destaques fueron ser el séptimo productor de yeso y el décimo productor mundial de potasa, además de ser el decimoquinto productor mundial de sal.

## Sector terciario

#### Comercio
El sector del comercio en España, suponía en 2007 un 15.43 % del valor añadido bruto (VAB) del sector servicios y un 10.39 % del total nacional, constituyendo el sector más importante de la economía española después del turismo.
El subsector del comercio minorista se estructura como el de mayor peso en el sector comercial en general, con el 44.9 % del VAB del total del sector en 2007, lo que supone una ligera bajada con respecto a 2006.
El sector de comercio y reparación tiene una gran importancia por su participación en el total de empresas de la economía española, aunque dicha participación ha ido disminuyendo progresivamente en los últimos años. En 2008, el sector de comercio y reparación, con 843 212 empresas activas, engloba aproximadamente el 25 % del número total de empresas de la economía.
EVOLUCIÓN DE INDICADORES DEL COMERCIO EN ESPAÑA
| COMERCIO MINORISTA                                                                   | 2007        | 2006        | 2005        | 2004        | 2003        | 2002        | 2001        | 2000        | 1999        | 1992       |
| ------------------------------------------------------------------------------------ | ----------- | ----------- | ----------- | ----------- | ----------- | ----------- | ----------- | ----------- | ----------- | ---------- |
| N.º de establecimientos                                                              | 646 804     | 636 451     | 646 021     | 639 714     | 621 605     | 628 065     | 602 935     | 607 848     | 604 841     | 582 885    |
| Ventas (miles de euros)                                                              | 215 040 745 | 206 833 748 | 193 777 696 | 183 464 041 | 168 759 659 | 161 064 444 | 147 694 361 | 141 367 260 | 129 191 704 | 88 933 426 |
| Ocupados                                                                             | 1 879 890   | 1 830 116   | 1 792 367   | 1 737 941   | 1 647 439   | 1 621 438   | 1 508 956   | 1 507 862   | 1 439 387   | 1 361 340  |
| Habitantes                                                                           | 45 200 737  | 44 708 964  | 44 108 530  | 43 197 684  | 42 717 064  | 41 837 894  | 41 116 842  | 40 499 791  | 40 202 160  | 39 137 979 |
| Productividad (ventas/ocupado)                                                       | 114 390     | 113 017     | 108 113     | 105 564     | 102 437     | 99 334      | 97 879      | 93 753      | 89 755      | 65 328     |
| Ventas por habitante (euros)                                                         | 4757        | 4626        | 4393        | 4247        | 3950        | 3850        | 3592        | 3491        | 3214        | 2272       |
| Habitantes por tienda                                                                | 69.88       | 70.25       | 68.28       | 67.52       | 68.72       | 66.61       | 68.19       | 66.63       | 66.47       | 67.15      |
| Dimensión (ocupados/tienda)                                                          | 2.91        | 2.88        | 2.77        | 2.71        | 2.65        | 2.58        | 2.50        | 2.48        | 2.38        | 2.34       |
| Fuente:Ministerio de Industria, Comercio y Turismo, Secretaría de Estado de Comercio |             |             |             |             |             |             |             |             |             |            |

| COMERCIO MAYORISTA                                                                    | 2007        | 2006        | 2005        | 2004        | 2003        | 2002        | 2001        | 2000        | 1999        | 1992       |
| ------------------------------------------------------------------------------------- | ----------- | ----------- | ----------- | ----------- | ----------- | ----------- | ----------- | ----------- | ----------- | ---------- |
| N.º de establecimientos                                                               | 254 712     | 247 508     | 240 476     | 235 366     | 228 999     | 221 441     | 213 394     | 208 582     | 199 794     | 105 185    |
| Ventas (miles de euros)                                                               | 411 066 854 | 394 371 877 | 368 906 114 | 344 566 022 | 323 513 415 | 312 148 914 | 296 862 015 | 274 290 332 | 241 184 785 | 99 359 772 |
| Ocupados                                                                              | 1 219 719   | 1 174 849   | 1 136 191   | 1 113 206   | 1 075 532   | 1 015 273   | 968 841     | 941 302     | 879 430     | 590 662    |
| Habitantes                                                                            | 45 200 737  | 44 708 964  | 44 108 530  | 43 197 684  | 42 717 064  | 41 837 894  | 41 116 842  | 40 499 791  | 40 202 160  | 39 137 979 |
| Productividad (ventas/ocupado)                                                        | 337 018     | 335 679     | 324 687     | 309 525     | 300 794     | 307 453     | 306 409     | 291 395     | 274 251     | 168 218    |
| Ventas por habitante (euros)                                                          | 9094        | 8821        | 8364        | 7976        | 7573        | 7461        | 7220        | 6773        | 5999        | 2539       |
| Habitantes por tienda                                                                 | 177.46      | 180.64      | 183.42      | 183.53      | 186.53      | 188.93      | 192.68      | 194.17      | 201.22      | 372.09     |
| Dimensión (ocupados/tienda)                                                           | 4.79        | 4.75        | 4.72        | 4.72        | 4.69        | 4.58        | 4.54        | 4.51        | 4.40        | 5.62       |
| Fuente: Ministerio de Industria, Comercio y Turismo, Secretaría de Estado de Comercio |             |             |             |             |             |             |             |             |             |            |

| COMERCIO AUTOMÓVILES                                                                  | 2007        | 2006        | 2005        | 2004        | 2003       | 2002       | 2001       | 2000       | 1999       | 1992       |
| ------------------------------------------------------------------------------------- | ----------- | ----------- | ----------- | ----------- | ---------- | ---------- | ---------- | ---------- | ---------- | ---------- |
| N.º de establecimientos                                                               | 95 639      | 89 846      | 90 371      | 89 498      | 85 576     | 86 472     | 82 103     | 81 255     | 78 056     | 89 047     |
| Ventas (miles de euros)                                                               | 129 352 456 | 121 304 595 | 115 761 973 | 107 759 922 | 95 650 190 | 89 447 932 | 83 080 175 | 76 332 336 | 72 268 986 | 33 488 190 |
| Ocupados                                                                              | 421 472     | 419 899     | 404 060     | 398 308     | 370 786    | 369 321    | 350 227    | 342 328    | 322 845    | 298 680    |
| Habitantes                                                                            | 45 200 737  | 44 708 964  | 44 108 530  | 43 197 684  | 42 717 064 | 41 837 894 | 41 116 842 | 40 499 791 | 40 202 160 | 39 137 976 |
| Productividad (ventas/ocupado)                                                        | 306 906     | 288 890     | 286 497     | 270 544     | 257 966    | 242 195    | 237 218    | 222 980    | 223 850    | 112 120    |
| Ventas por habitante (euros)                                                          | 2862        | 2713        | 2624        | 2494        | 2239       | 2138       | 2020       | 1884       | 1797       | 855        |
| Habitantes por tienda                                                                 | 472.62      | 497.62      | 488.08      | 482.66      | 499.17     | 483.83     | 500.79     | 498.42     | 515.04     | 439.52     |
| Dimensión (ocupados/tienda)                                                           | 4.41        | 4.67        | 4.47        | 4.45        | 4.33       | 4.27       | 4.26       | 4.21       | 4.13       | 3.35       |
| Fuente: Ministerio de Industria, Comercio y Turismo, Secretaría de Estado de Comercio |             |             |             |             |            |            |            |            |            |            |

| TOTAL COMERCIO                                                                        | 2007        | 2006        | 2005        | 2004        | 2003        | 2002        | 2001        | 2000        | 1999        | 1992        |
| ------------------------------------------------------------------------------------- | ----------- | ----------- | ----------- | ----------- | ----------- | ----------- | ----------- | ----------- | ----------- | ----------- |
| N.º de establecimientos                                                               | 997 155     | 973 804     | 976 868     | 964 577     | 936 180     | 935 978     | 898 432     | 897 685     | 882 691     | 777 117     |
| Ventas (miles de euros)                                                               | 755 460 055 | 722 510 220 | 678 445 782 | 635 789 986 | 587 923 264 | 562 661 290 | 527 636 551 | 491 989 928 | 442 645 475 | 221 781 388 |
| Ocupados                                                                              | 3 521 081   | 3 424 864   | 3 332 618   | 3 249 455   | 3 093 757   | 3 006 032   | 2 828 024   | 2 791 492   | 2 641 662   | 2 250 682   |
| Habitantes                                                                            | 45 200 737  | 44 708 964  | 44 108 530  | 43 197 684  | 42 717 064  | 41 837 894  | 41 116 842  | 40 499 791  | 40 202 160  | 39 137 979  |
| Productividad (ventas/ocupado)                                                        | 214 553     | 210 960     | 203 577     | 195 660     | 190 035     | 187 177     | 186 574     | 176 246     | 167 563     | 98 540      |
| Ventas por habitante (euros)                                                          | 16 713      | 16 160      | 15 381      | 14 718      | 13 763      | 13 449      | 12 833      | 12 148      | 11 010      | 5667        |
| Habitantes por tienda                                                                 | 45.33       | 45.91       | 45.15       | 44.78       | 45.62       | 44.70       | 45.77       | 45.12       | 45.54       | 50.36       |
| Dimensión (ocupados/tienda)                                                           | 3.53        | 3.52        | 3.41        | 3.36        | 3.30        | 3.21        | 3.15        | 3.11        | 2.99        | 2.90        |
| Fuente: Ministerio de Industria, Comercio y Turismo, Secretaría de Estado de Comercio |             |             |             |             |             |             |             |             |             |             |

### Comercio exterior
La mayoría de las exportaciones y las importaciones de España se realizan con los países de la Unión Europea: Francia, Alemania, Italia y Portugal.
Fuera de la Unión Europea los principales clientes de España son Iberoamérica, Asia (Japón, China), África (Marruecos, Argelia, Egipto) y Estados Unidos. Se importan productos de EE. UU., en Asia Japón, China, Corea de Sur, Taiwán. En África los países productores de petróleo y gas (Nigeria, Argelia, Libia) y Marruecos, y el Iberoamérica Argentina, México, Cuba (servicios turísticos) Colombia, Brasil, Chile (productos alimenticios) y México, Venezuela y Argentina (petróleo).
A propósito de la crisis iniciada en 2008 y la caída del mercado interno, España desde 2010 se ha volcado hacia el exterior incrementándose ampliamente la oferta exportable y los montos de las mismas, se han diversificado los destinos tradicionales y han crecido en forma importante las ventas de productos de media y alta tecnología, incluso a mercados de gran competencia como Estados Unidos y Asia.

### Importaciones
Se presentan a continuación las mercancías de mayor peso en las importaciones de España para el período 2010-hasta junio de 2015. Las cifras están expresadas en dólares estadounidenses valor FOB.

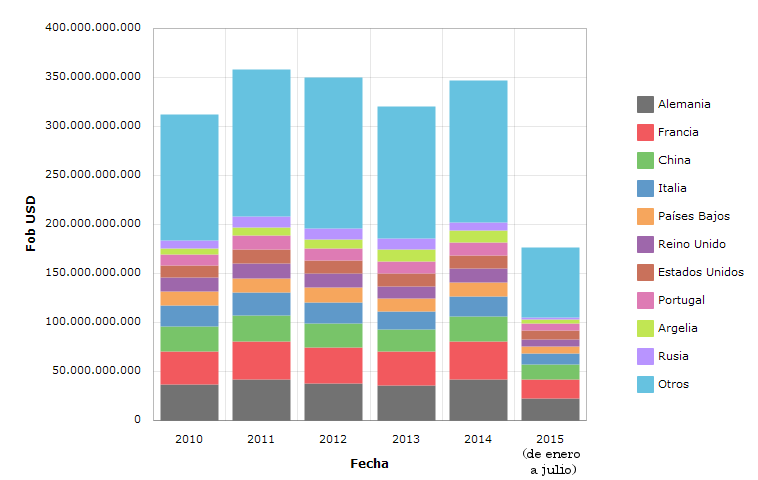
Importaciones de España del periodo 2010-hasta julio de 2015 expresadas en USD valor FOB (fuente).

| Fecha Mercadería por capítulo arancelario | 2010            | 2011            | 2012            | 2013            | 2014            | enero-junio de 2015 |
| --- | --------------- | --------------- | --------------- | --------------- | --------------- | ------------------- |
| 27 — combustibles minerales, aceites minerales y productos de su destilación; materias bituminosas; ceras minerales                                                                                  | 57 663 688 948  | 76 261 360 642  | 84 723 458 872  | 73 461 818 785  | 72 415 214 847  | 22 013 762 866      |
| 87 — vehículos automóviles, tractores, velocípedos y demás vehículos terrestres, sus partes y accesorios                                                                                             | 31 052 780 786  | 35 549 481 264  | 30 700 786 835  | 31 118 970 686  | 38 895 657 340  | 19 377 047 068      |
| 84 — calderas, máquinas, aparatos y artefactos mecánicos; partes de estas máquinas o aparatos | 28 871 958 541  | 29 307 204 161  | 27 397 293 278  | 26 073 027 500  | 29 497 767 556  | 13 949 427 631      |
| 85 — máquinas, aparatos y material eléctrico, y sus partes | 26 802 824 864  | 27 321 259 438  | 23 257 521 104  | 21 642 644 949  | 24 041 686 964  | 11 471 199 634      |
| 30 — medicamentos envasados | 14 563 244 157  | 14 698 711 498  | 15 894 792 106  | 13 952 372 276  | 15 127 401 000  | 7 321 754 656       |
| 39 — plásticos y sus derivados | 9 953 683 101   | 10 918 437 886  | 10 350 698 917  | 10 083 293 544  | 11 295 523 951  | 5 057 587 929       |
| 72 — hierro y acero de fundición | 10 194 340 865  | 12 594 230 259  | 10 722 434 680  | 9 349 676 768   | 10 109 282 385  | 4 354 069 311       |
| 29 — productos químicos orgánicos | 8 797 490 040   | 10 097 568 699  | 10 708 856 568  | 10 188 214 942  | 10 895 847 365  | 4 767 369 934       |
| 62 — prendas y complementos de vestir, excepto los de punto | 7 071 934 200   | 8 039 842 467   | 7 710 587 148   | 7 553 647 814   | 8 816 397 616   | 4 069 312 472       |
| 90 — instrumentos y aparatos de óptica, fotografía o cinematografía, de medida, control o precisión; instrumentos y aparatos medicoquirúrgicos; partes y accesorios de estos instrumentos o aparatos | 6 696 359 616   | 7 057 530 522   | 6 770 769 620   | 6 519 145 846   | 7 492 496 508   | 3 730 429 872       |
| Demás capítulos | 110 759 771 738 | 126 744 894 631 | 121 347 433 679 | 110 435 019 078 | 118 779 539 599 | 52 978 926 787      |
| Total | 312 428 076 856 | 358 590 521 466 | 349 584 632 808 | 320 377 832 187 | 347 366 815 131 | 149 090 888 159     |

### Exportaciones

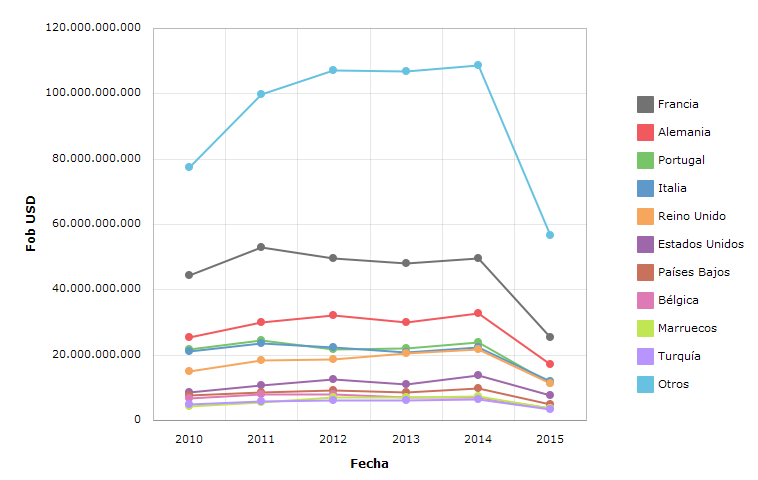
Exportaciones de España del periodo 2010-hasta julio de 2015 expresadas en USD valor FOB. Fuente.

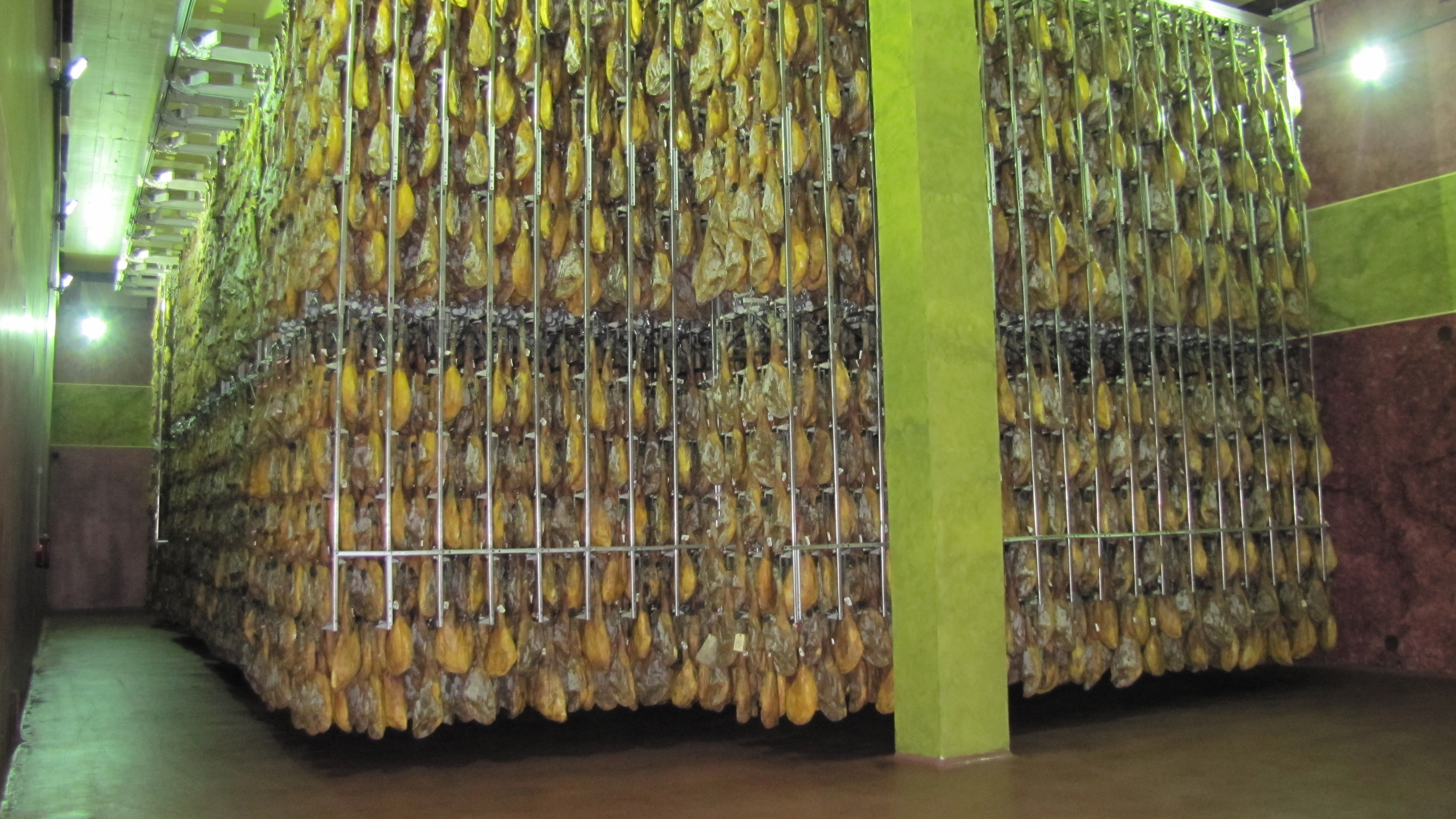
Bodega de curación de jamones ibéricos en las instalaciones de BEHER en Guijuelo.

Se presentan a continuación los principales socios comerciales de España para el periodo 2010-hasta junio de 2015. La mayoría de sus importadores están en Europa salvo Estados Unidos, Marruecos y Turquía. Las cifras expresadas son en dólares estadounidenses valor FOB.
En 2016, las exportaciones de productos agroalimentarios crecieron un 5.9 %, por un valor de 44 288 millones de euros. Lo que supone el 17.4 % de las exportaciones totales españolas. Los principales compradores de productos españoles son de la zona UE: Francia, Alemania e Italia, y los principales productos exportados son la carne de cerdo, el aceite de oliva y los cítricos, que superan los 3000 millones de euros en valor.
| Fecha País importador | 2010            | 2011            | 2012            | 2013            | 2014            | enero-junio de 2015 |
| --------------------- | --------------- | --------------- | --------------- | --------------- | --------------- | ------------------- |
| Francia               | 44 361 403 633  | 52 982 406 177  | 49 717 479 208  | 47 948 201 213  | 49 734 948 505  | 20 986 661 760      |
| Alemania              | 25 262 897 811  | 29 902 188 601  | 32 096 966 863  | 30 133 085 172  | 32 748 858 504  | 14 457 257 883      |
| Portugal              | 21 610 457 835  | 24 412 693 386  | 21 663 582 162  | 21 958 141 393  | 23 969 150 906  | 9 621 622 488       |
| Italia                | 20 972 359 246  | 23 553 897 687  | 22 444 165 788  | 20 916 354 590  | 22 456 164 815  | 10 160 648 277      |
| Reino Unido           | 15 064 705 148  | 18 472 822 984  | 18 676 027 375  | 20 431 644 051  | 21 730 290 899  | 9 665 289 530       |
| Estados Unidos        | 8 490 171 141   | 10 738 921 866  | 12 434 641 974  | 11 071 692 305  | 13 902 151 633  | 6 174 462 030       |
| Países Bajos          | 7 512 004 396   | 8 492 282 671   | 9 132 863 737   | 8 541 985 672   | 9 878 484 414   | 4 240 116 505       |
| Bélgica               | 6 676 029 427   | 7 858 219 556   | 7 850 151 802   | 7 167 935 084   | 7 151 902 458   | 3 108 887 949       |
| Marruecos             | 4 390 993 602   | 5 515 980 565   | 7 173 552 275   | 6 936 618 844   | 7 454 830 159   | 3 209 324 224       |
| Turquía               | 4 746 368 091   | 5 958 224 207   | 6 213 592 309   | 6 140 217 823   | 6 497 022 911   | 2 811 360 869       |
| Resto del mundo       | 77 406 336 215  | 99 874 067 466  | 107 167 577 775 | 106 914 671 185 | 108 551 876 087 | 47 856 078 730      |
| Total                 | 236 493 726 544 | 287 761 705 166 | 294 570 601 269 | 288 160 547 331 | 304 075 681 292 | 132 291 710 244     |

#### Transporte

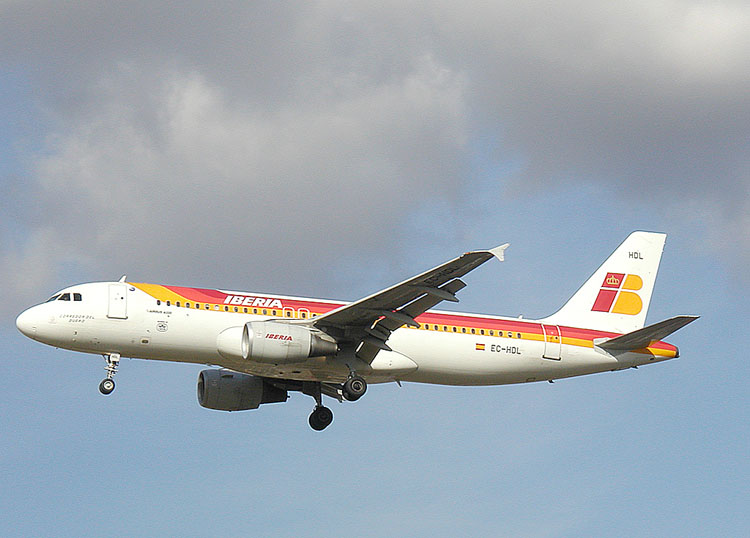
Avión A320 de Iberia, fundada en 1927 y fusionada con British Airways en 2010.

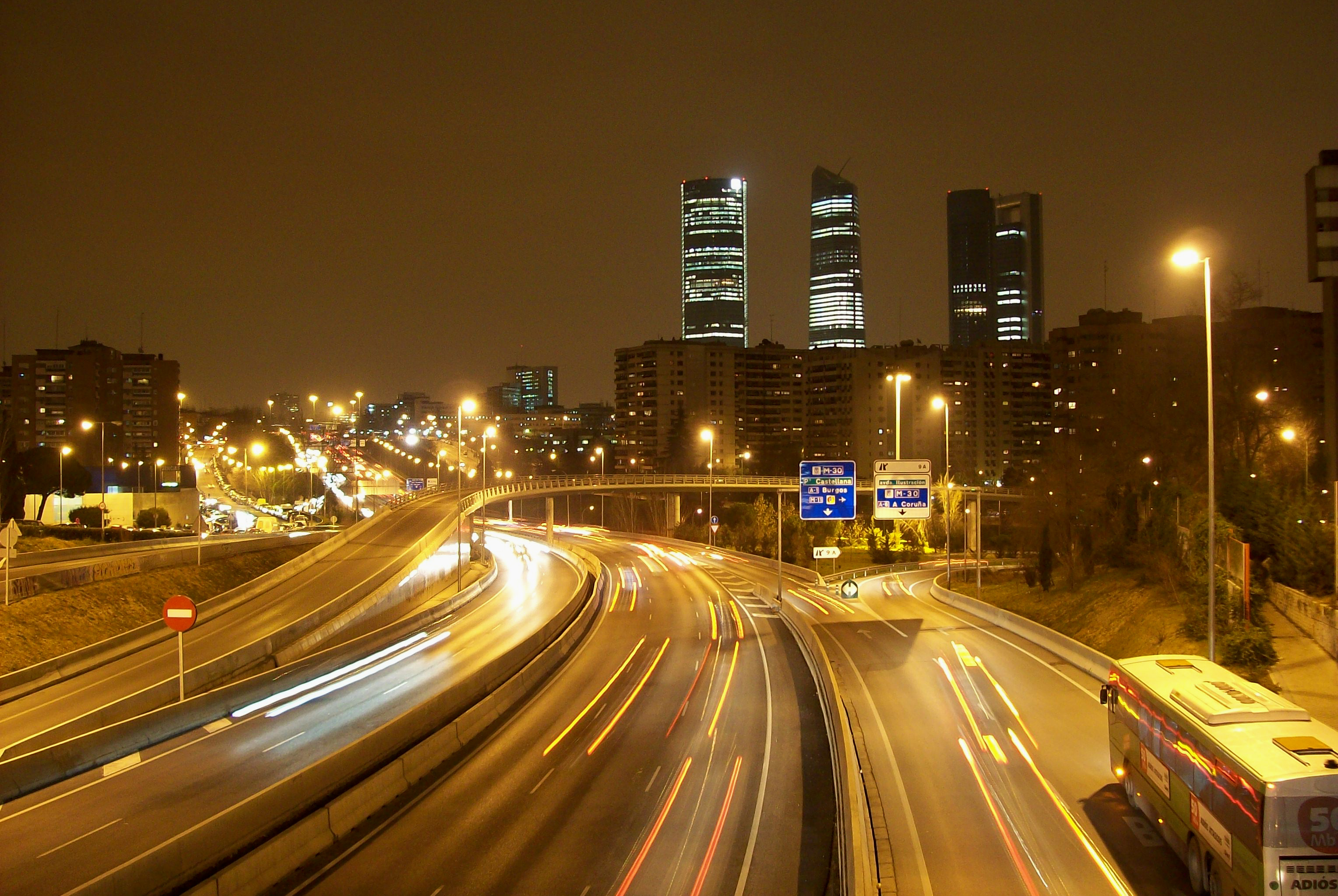
Autovía M-30 en Madrid.

Supone alrededor del 12 % de la producción del sector servicios y el 7 % del empleo y tiene un gran poder de arrastre sobre otras actividades productivas.
Ha estado siempre influido, en general, por tres aspectos:
- La estructura radial del transporte terrestre.
- El déficit en infraestructuras.
- El tradicional papel de las empresas públicas (Renfe, Transmediterránea, Enatcar).

España cuenta con ciento cinco aeropuertos, de ellos treinta y tres son internacionales, donde operan más de doscientas cincuenta líneas aéreas, siendo el más importante el aeropuerto de Madrid-Barajas. Tras la ampliación de Barajas, este pretende ser uno de los aeropuertos de conexión más importantes del mundo y tener una capacidad para setenta millones de viajeros (casi treinta millones más que en el 2005). Barajas realiza un importante papel de «hub» o conexión entre capitales de provincia y el extranjero. El aeropuerto de Barcelona no se queda atrás y, tras la reciente inauguración de la nueva Terminal 1, pasa a ser el segundo aeropuerto del sur de Europa más importante, con 60 000 000 de pasajeros al año (unos 30 000 000 de pasajeros más que en el 2005), añadiendo la renovación de las antiguas terminales (renombradas como T2).
Las vías y estaciones de la red ferroviaria son gestionadas por Adif. En ellas ofrece sus servicios la compañía ferroviaria estatal RENFE. Además, existen diversas redes de ancho internacional (FGC) y algunas líneas de ancho métrico (FEVE). El sistema ferroviario español es fundamentalmente radial con centro en Madrid. La ciudad de Barcelona permite conectar España con París, Zúrich y Milán entre otras ciudades europeas.

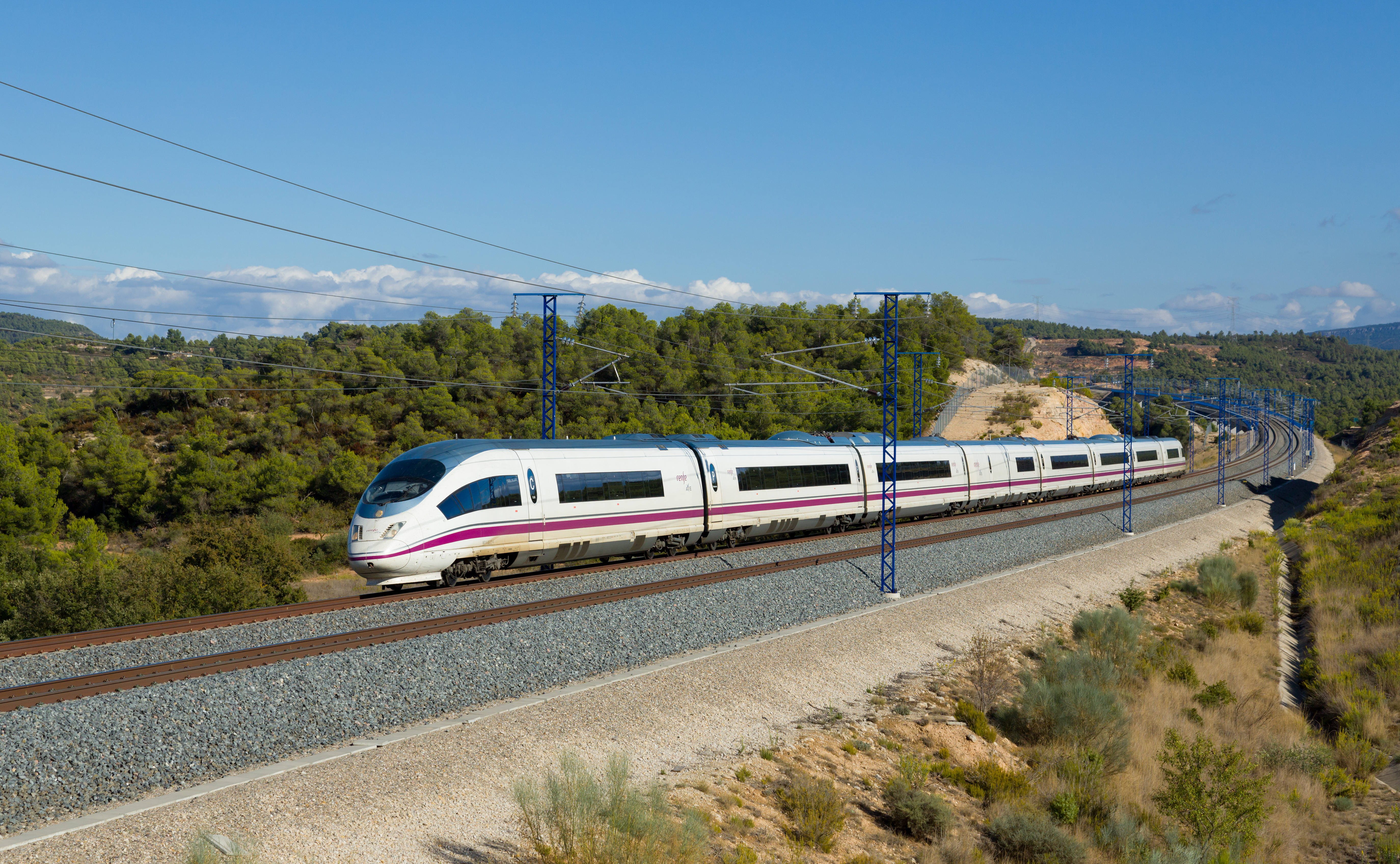
Serie 103 de Renfe en una línea de alta velocidad (AVE).

Ocho ciudades disponen de una red de metro: Barcelona, Bilbao, Granada, Madrid, Málaga, Palma de Mallorca, Sevilla y Valencia. Estando planificadodo para Santander. La más extensa y con mayor número de pasajeros al año es la de Madrid (310 km; 616 millones de viajeros), seguida por la de Barcelona (115 km; 480 millones de viajeros). Existen otros tipos de sistemas de transporte ferroviario de masas, como Cercanías o metro ligero, tanto complementando las ciudades anteriores como en otras ciudades.
La red de carreteras española está formada por unos 370 000 km. Esta red comprende autopistas de peaje, autopistas libres, autovías, carreteras de doble calzada y carreteras convencionales. En esta cifra no están incluidas las carreteras y calles en medio urbano, ni las carreteras o caminos agrícolas o forestales. Pero refiriéndose a autopistas solamente, tiene una red que casi llega a los 13 200 km.

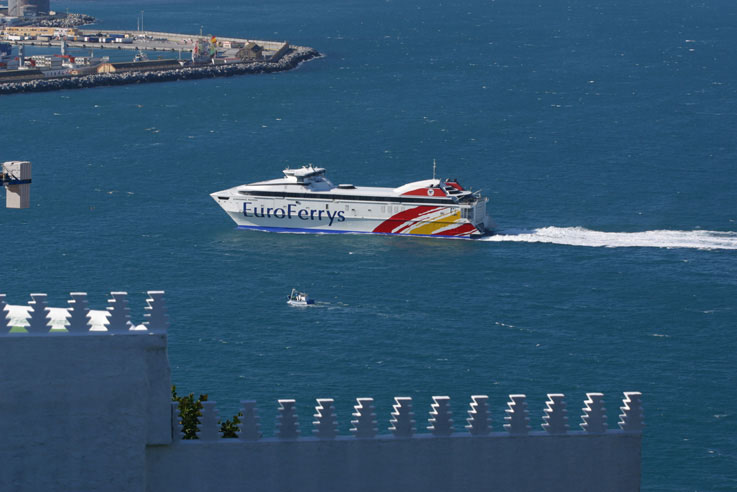
Uno de los transbordadores que realizan el trayecto Algeciras-Ceuta.

Así mismo, España goza de excelentes comunicaciones marítimas con más de 53 puertos internacionales en las costas atlántica y mediterránea. Cabe destacar el puerto de Algeciras, el único de España considerado de primer orden mundial por su elevado movimiento de viajeros y mercancías, así como el puerto de Vigo, siendo también uno de los más activos en cuanto a tráfico de mercancías, capturas vivas de pescado y congelados. El puerto de Sevilla es el único de carácter netamente fluvial que existe en el país, pues aunque la ciudad está en el interior, tiene salida al mar a través del río Guadalquivir. El puerto de Barcelona, por ser líder del Mediterráneo en tráfico de cruceros, y el segundo en ámbito mundial.

#### Tecnologías de la Información y Comunicación
Según los datos del Ministerio de Industria, Turismo y Comercio el gasto en las TIC alcanzó en el año 2006 cerca el 4.6 % del PIB español. Aunque el sector está creciendo a un ritmo más acelerado que otros, sigue siendo un punto débil en la economía española, ya que el uso de las TIC son uno de los factores más importantes en la productividad y competitividad de cualquier país.
Comparativamente, la media de gasto en la UE para el mismo año según datos de Eurostat era de un 5.6 %, con países como Polonia (7.6 %) y Letonia (9.9 %) en la cabeza. Este Plan fue recientemente renovado con el Plan Avanza2.

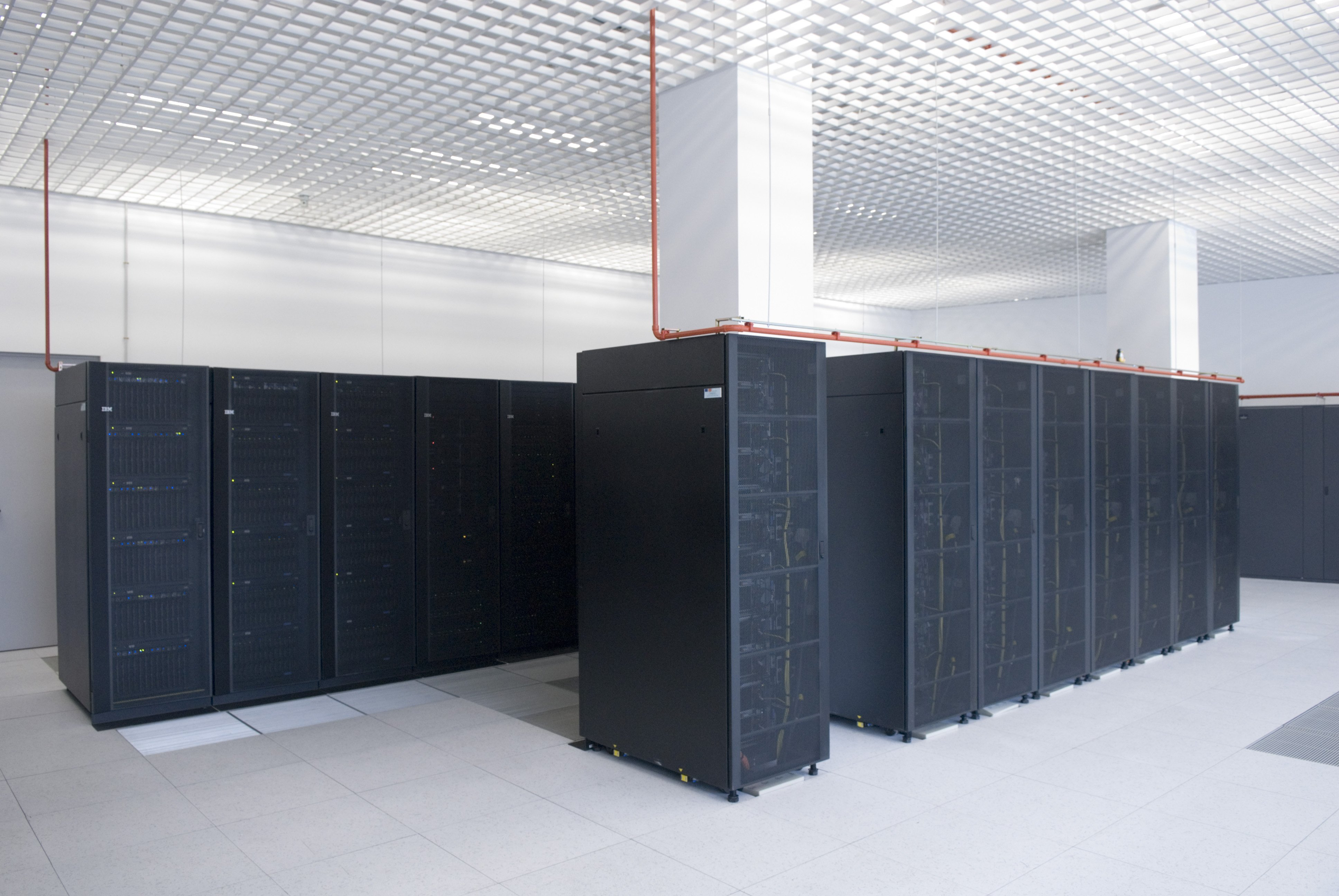
Supercomputador Magerit (CeSViMa-UPM).

El sector ha estado caracterizado por el intervencionismo estatal hasta los años 1990 en que aparecen aires de liberalización y la introducción de innovaciones tecnológicas auspiciadas totalmente por la Ley General de Comunicaciones.
En la parte de comunicaciones móviles estamos en un mercado de marcado carácter dinámico, competitivo e innovador. La cantidad de terminales móviles en la actualidad ha superado al número de personas en nuestro país.
En cuanto a las comunicaciones postales, se han multiplicado las empresas de mensajería que, incluso, pueden operar a nivel mundial. Asimismo cabe destacar la competencia que para el correo ordinario está representado el correo electrónico con la extensión de Internet.
En cuanto a la televisión, hoy compiten en el mercado cadenas públicas, privadas gratuitas, privadas de pago y operadores de televisión con oferta de contenidos a la carta y paquetizados. Algunos de los contenidos a la carta se pueden obtener directamente de Internet.
El caso de Internet ha sido de un éxito tan enorme que es una fuente de crecimiento económico en la actualidad.
- Los operadores de telecomunicaciones son los encargados de gestionar los canales por los que circula la comunicación.
- Las empresas de provisión de servicios de Internet garantizan la conexión a la red de sus clientes bajo determinadas condiciones de calidad, presencia, seguridad, etc.
- Hay unidades productivas que ofrecen sus servicios a través de la red (como por ejemplo, la banca en línea o el comercio electrónico que está creciendo a un ritmo extraordinario a nivel mundial y más discretamente en España).

Lamentablemente este gran desarrollo y buena salud de este sector no se ve reflejado en el usuario, ya que España cuenta con una de las conexiones a Internet más caras de Europa y de más baja velocidad en gran parte del territorio.

#### Turismo

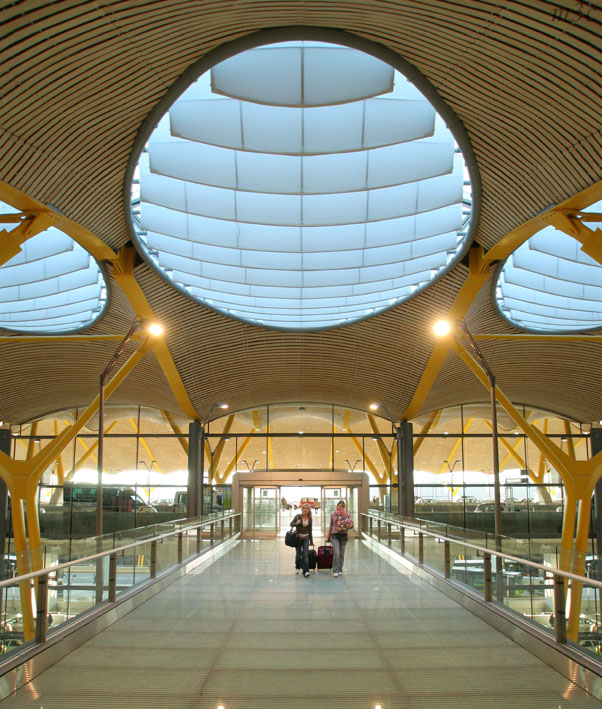
Terminal del aeropuerto de Madrid-Barajas.

Uno de los sectores que mueven a gran escala la economía española, sin duda, es el turismo. En 2018, España fue el segundo país más visitado del mundo, con 82.7 millones de turistas internacionales. Este año, los ingresos por turismo fueron los segundos más grandes del mundo (73 700 millones de dólares, solo superados por los Estados Unidos).
La industria turística es una actividad económica que constituye un pilar de la economía española, que aportó 37 500 millones de euros durante el año 2004. Entre enero y noviembre de 2005 España recibió un total de 52.4 millones de turistas extranjeros, un 6.2 % más de los registrados en el mismo período del año anterior, según datos del Ministerio de Industria, Turismo y Comercio y según las previsiones de la Organización Mundial del Turismo, la llegada de turismo extranjero a España crecerá una media del 5 % anual en los próximos veinte años, lo que hace prever que España recibirá 75 millones de turistas extranjeros en el año 2020, unos veinte millones más que los recibidos en el año 2005.
Si comparamos el sector turístico español con el resto del mundo, España es el segundo país del mundo en recibir turistas extranjeros (el 7 % del total) y solo es superado por Francia. España continúa siendo el segundo país del mundo, por detrás de Estados Unidos, si lo que estudiamos son los ingresos económicos de esta actividad.
El turismo se desarrolla por todo el territorio español, pero su peso es superior en unas determinadas zonas, entre las cuales destaca Cataluña, que con 13.2 millones de turistas que suponen el 25.3 % del total español y una tendencia al alza (12.7 % de incremento respecto al año anterior), es el primer destino turístico de España. Le siguen las Islas Baleares, el segundo destino turístico de España con 9.4 millones de turistas recibidos durante los once primeros meses de 2005, un 1 % más que el año anterior. Las Islas Canarias, con 8.6 millones de turistas (un 1.6 % menos que el año anterior) es el tercer destino turístico por delante de Andalucía, que alcanzó los 7.6 millones (un 1.3 % más) y la Comunidad Valenciana, con 4.8 millones (un 9.5 % más).

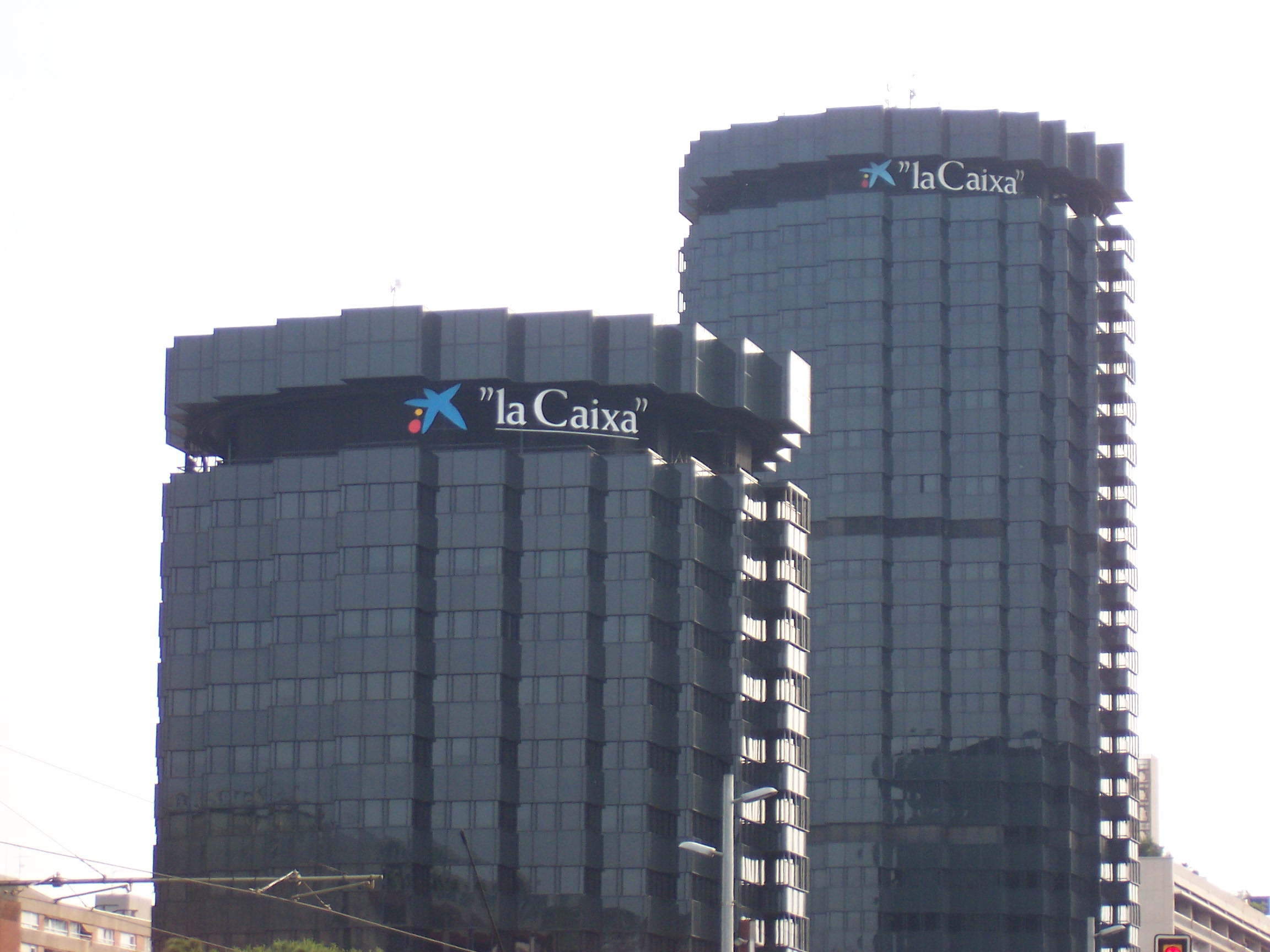
Torres de La Caixa, en Barcelona, antigua sede de la principal caja de ahorros de Europa.

| Índice turístico Entradas de turistas según comunidad autónoma de destino principal. En porcentaje sobre el total nacional. Año 2016 |
| |

#### Sector financiero

##### Sector financiero hasta 2007
Muchos de los bancos y cajas españoles tienen una larga historia, originaria en algunos casos en el siglo XIX, que dieron lugar a entidades financieras de la importancia del Banco Santander (principal banco de la eurozona), el Banco Bilbao Vizcaya Argentaria, La Caixa (principal caja europea) o Banco Popular Español. Hasta la llegada de la crisis de 2008, las empresas de este sector se encontraban en una buena salud económica gracias a sus excelentes resultados, como los más de 8000 millones de euros de beneficio del BSCH en 2007 o los beneficios de 4736 millones de euros en 2006 del BBVA.
Es de destacar que en España no existen bancos de inversiones que promuevan la economía del pleno empleo como es el caso de los países centroeuropeos, china o Japón.

##### Reestructuración del crédito y crisis de 2008
El sistema bancario español ha sufrido gravemente los efectos de la crisis financiera iniciada en 2008. La caída en septiembre de 2008 de la entidad norteamericana Lehman Brothers obligó a emprender actuaciones públicas en todo el mundo, a lo largo de 2009, para reparar los sistemas bancarios. En el caso de España el efecto directo de la crisis financiera internacional fue mínimo, gracias a la existencia de un sistema sólido de regulación y supervisión, así como al modelo de negocio de las entidades españolas, que en el mercado internacional eran demandantes de capital y no excedentarias. Pero los efectos indirectos de la crisis internacional, la caída del producto y el cierre de la financiación bancaria, si han afectado gravemente al sistema financiero español.
El efecto más importante de la crisis sobre las entidades ha sido un desplome de todos los indicadores macroeconómicos que ha obligado a las entidades financieras a acelerar los saneamientos de sus balances y a emprender una auténtica reconversión industrial del sistema bancario español.
La legislación española no se había adaptado a las exigencias de la Unión Monetaria, así como la singularidad de una crisis sistémica y mundial desarrollada en un ámbito de libertad de movimientos de capital, hacía imposible las quitas a los acreedores sin incurrir en un riesgo muy elevado de que la alarma en los mercados hundiera a las instituciones sanas. Se partía de unas grandes entidades de crédito razonablemente sólidas y que los problemas estaban concentrados en un conjunto delimitado de algunas instituciones pequeñas y medianas. Se aprobaron más de media docena de disposiciones, que crearon el FROB en 2009 hasta el Decreto Ley aprobado en febrero de 2012 (Real Decreto-ley 2/2012, de 3 de febrero, de saneamiento del sector financiero), con normas que han permitido la creación de un fondo que permitiera reestructurar de forma obligada y ordenada a las entidades no viables y a la vez incentivase la integración de las que si lo eran; la regulación de los SIPs; la posibilidad de convertir las cajas de ahorros en bancos; la exigencia de nuevos requisitos de capital para acelerar las reestructuraciones; la dotación de mayores poderes al Banco de España; la fusión de los fondos de garantía, etc.
Desde finales de 2007 hasta 2012 se han incrementado las provisiones en un total de 147 000 millones de euros, lo que representa un 14 % del PIB. Se ha incrementado la capitalización de las entidades tanto en términos absolutos como relativos. Se ha reducido el número de oficinas en un 12 % y el número de empleados en un 10 %. Hasta diciembre de 2011 han desaparecido dos bancos y veintiocho cajas en procesos de integración, transformadas todas ellas en bancos.

## España en el contexto internacional
En el siguiente cuadro resumen se muestra una instantánea de los indicadores macroeconómicos de España en el panorama internacional, a partir de datos del Banco Mundial, Eurostat, el Instituto Nacional de Estadística Español (INE) y el Foro Económico Mundial:
| Indicador                                              | Valor                                               | Posición en el mundo                                                                       | Incremento                                                                      |
| ------------------------------------------------------ | --------------------------------------------------- | ------------------------------------------------------------------------------------------ | ------------------------------------------------------------------------------- |
| producto interior bruto (nominal)                      | 1 404 306 536 057.9 $ Fuente: Banco Mundial (2014)  | Países más ricos del mundo por PIB · España: puesto 13.º                                   | 1 431 672 847 682.1 $ en 2010 (incr: -1.91 %)                                   |
| Superficie                                             | 505 990 km² Fuente: INE (2010)                      | Países más extensos del mundo · España: puesto 51.º                                        | -                                                                               |
| Población                                              | 46 439 864 personas Fuente: INE (2015)              | Países más poblados del mundo · España: puesto 29.º                                        | 47 326 687 personas en 2021 (incr: -0.10 %)                                     |
| Emisiones de CO2                                       | 5.8 toneladas Fuente: Banco Mundial (2011)          | Países con mayores emisiones de CO2 · España: puesto 61.º                                  | 5.9 toneladas en 2010 (incr: -1.7 %) Fuente: Evolución entre 1960 y 2007        |
| Renta per cápita                                       | 29 118 $ Fuente: Banco Mundial (2013)               | Países con mayor Renta Per Cápita · España: puesto 25.º                                    | 29 956 $ en 2010 (incr: -2.80 %) Fuente: Evolución entre 1962 y 2009            |
| Tasa de natalidad                                      | 1.3 personas Fuente: Banco Mundial (2012)           | Países con mayor natalidad (niños por mujer) · España: puesto 182.º                        | 1.4 personas en 2010 (incr: -7.1 %) Fuente: Evolución entre 1960 y 2008         |
| % usuarios Internet                                    | 71.6 % Fuente: Banco Mundial (2013)                 | Países con mayor tasa de usuarios de Internet · España: puesto 42.º                        | 65.8 % en 2010 (incr: 8.8 %) Fuente: Evolución entre 1990 y 2008                |
| Promedio de días para crear una empresa                | 23 días Fuente: Banco Mundial (2013)                | Países más rápidos para montar una empresa · España: puesto 121.º                          | 47 días en 2010 (incr: -51 %) Fuente: Evolución entre 2003 y 2011               |
| Consumo de energía por habitante                       | 2698 kilogramos Fuente: Banco Mundial (2012)        | Países con mayor consumo de energía por habitante · España: puesto 26.º                    | 2781 kilogramos en 2010 (incr: -3.0 %) Fuente: Evolución entre 1960 y 2007      |
| Terreno dedicado a agricultura                         | 54.0 % Fuente: Banco Mundial (2012)                 | Países con más terreno dedicado a la agricultura · España: puesto 58.º                     | 55.2 % en 2010 (incr: -2.2 %) Fuente: Evolución entre 1961 y 2007               |
| Potencia eléctrica consumida                           | 5598 kilovatios-hora Fuente: Banco Mundial (2011)   | Países con más potencia eléctrica consumida · España: puesto 35.º                          | 6155 kilovatios-hora en 2010 (incr: -9.0 %) Fuente: Evolución entre 1960 y 2007 |
| Superficie forestal                                    | 185 253 km² Fuente: Banco Mundial (2012)            | Países con mayor superficie forestal · España: puesto 31.º                                 | 181 733 km² en 2010 (incr: 1.9 %) Fuente: Evolución entre 1990 y 2007           |
| Carreteras pavimentadas                                | 99 % Fuente: Banco Mundial (2004)                   | Países con más carreteras pavimentadas · España: puesto 22.º                               | 99 % en 2000 Fuente: Evolución entre 1990 y 2004                                |
| Esperanza de vida (mujeres)                            | 85.5 años Fuente: Eurostat (2012)                   | Países Europeos ordenados por mayor esperanza de vida para mujeres · España: puesto 1.º    | 85.5 años en 2010 Fuente: Evolución entre 1995 y 2008                           |
| Esperanza de vida (hombres)                            | 79.5 Fuente: Eurostat (2012)                        | Países Europeos ordenados por mayor esperanza de vida para hombres · España: puesto 7.º    | 79.2 años en 2010 Fuente: Evolución entre 1995 y 2008                           |
| N.º de muertes por cáncer por cada 100 000 habitantes  | 244.6 personas Fuente: Eurostat (2010)              | Países Europeos ordenados por el número de muertes debidas al cáncer · España: puesto 25.º | 244.6 personas en 2010 Fuente: Evolución entre 1995 y 2008                      |
| N.º de muertes por VIH por cada 100 000 habitantes     | 2.1 personas Fuente: Eurostat (2010)                | Países Europeos ordenados por el número de muertes debidas al VIH · España: puesto 5.º     | 2.1 personas en 2010 Fuente: Evolución entre 1995 y 2008                        |
| N.º de camas en hospitales por cada 100 000 habitantes | 308.9 unidades Fuente: Eurostat (2011)              | Países Europeos ordenados por el número de camas en hospitales · España: puesto 24.º       | 315.7 unidades en 2010 (incr: -2.2 %) Fuente: Evolución entre 1996 y 2006       |
| N.º de médicos en activo por cada 100 000 habitantes   | 398 personas Fuente: Eurostat (2011)                | Países Europeos ordenados por el número de médicos en activo · España: puesto 4.º          | 378 personas en 2010 (incr: 5.3 %) Fuente: Evolución entre 1996 y 2006          |
| Índice de Competitividad Global                        | 4.55 unidades Fuente: Foro Económico Mundial (2015) | Países más competitivos · España: puesto 35.º                                              | 4.59 unidades en 2010 (incr: -0.9 %) Fuente: Evolución entre 2008 y 2011        |